# Janowice Wielkie

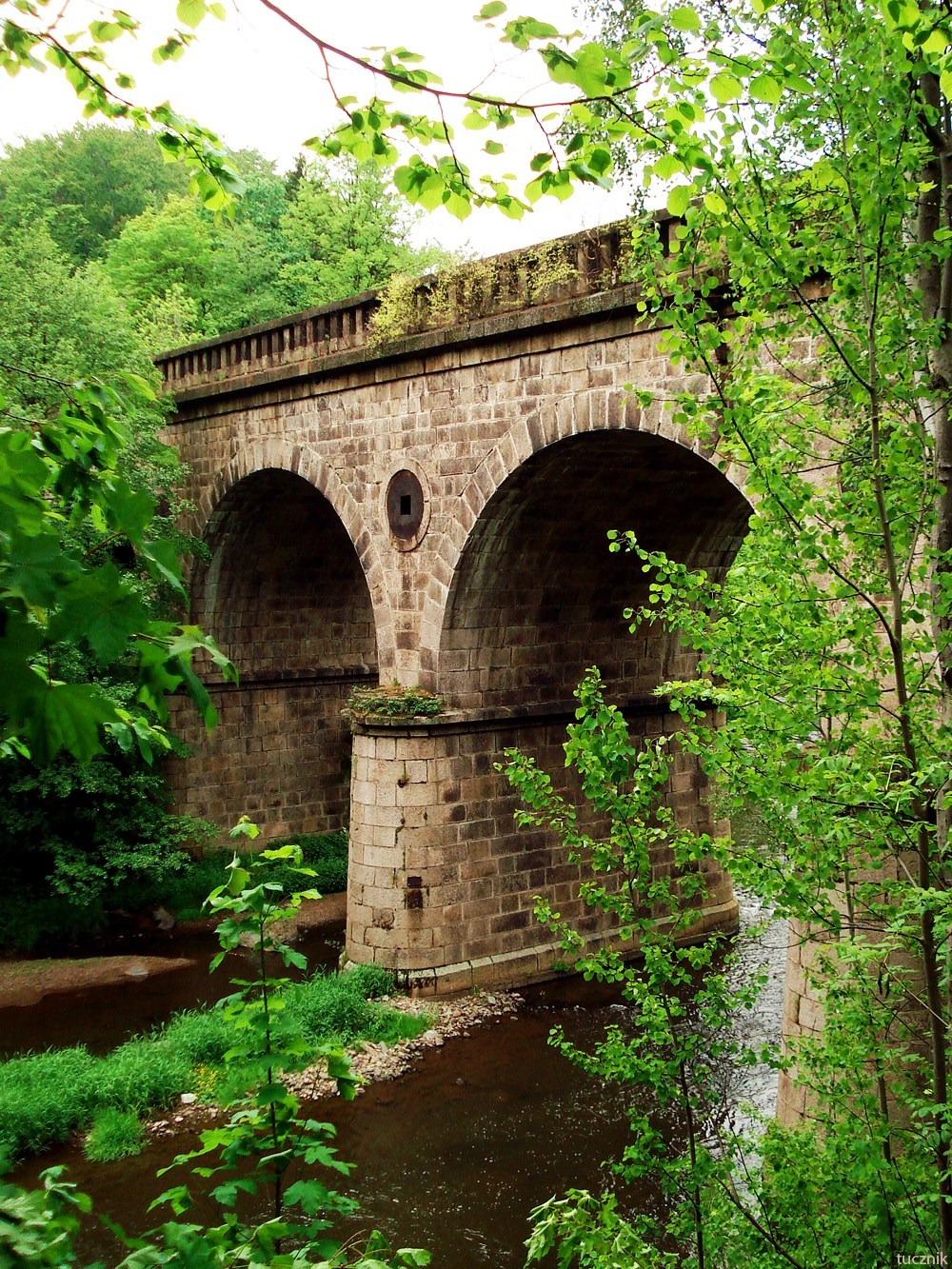
Wiadukt kolejowy nad Bobrem

Janowice Wielkie (niem. Jannowitz) – wieś (powierzchnia: 19,96 km²) w Polsce położona w województwie dolnośląskim, w powiecie karkonoskim, w gminie Janowice Wielkie, nad Bobrem, na pograniczu Kotliny Jeleniogórskiej, Gór Kaczawskich i Rudaw Janowickich w Sudetach Zachodnich.
Miejscowość posiada charakter osiedla letniskowego. Janowice Wielkie wraz z Trzcińskiem, dzięki położeniu na linii Wrocław – Jelenia Góra, są najpopularniejszymi punktami wyjściowymi w Rudawy Janowickie (Rudawski Park Krajobrazowy), w tym na należący do Korony Gór Polski – Skalnik (945 m n.p.m.) oraz w Góry Sokole. Z Janowic wiedzie też trasa na kolejny szczyt należący do Korony Gór Polski – Skopiec (724 m n.p.m.). Janowice Wielkie są też punktem wyjściowym na najwyższy szczyt Gór Ołowianych – Turzec (690 m n.p.m.; wzdłuż Janowickiego Przełomu, poprzez starą drogę górniczą obok XVII-XIX w. sztolni); do skalnego miasta – Starościńskich Skał (718 m n.p.m.) i do największej w rejonie Kotliny Jelenogórskiej jaskini (długości 36 m) w głaziskach Fajki (600 m n.p.m.).

## Podział administracyjny
W latach 1975–1998 miejscowość położona była w województwie jeleniogórskim. Miejscowość jest siedzibą władz gminy Janowice Wielkie i największą miejscowością tej gminy (2194 mieszkańców w marcu 2011 r.).

## Geografia

### Położenie

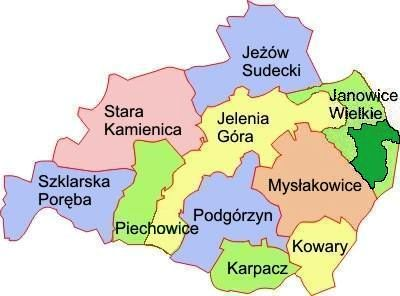
Położenie Janowic Wielkich na mapie powiatu karkonoskiego

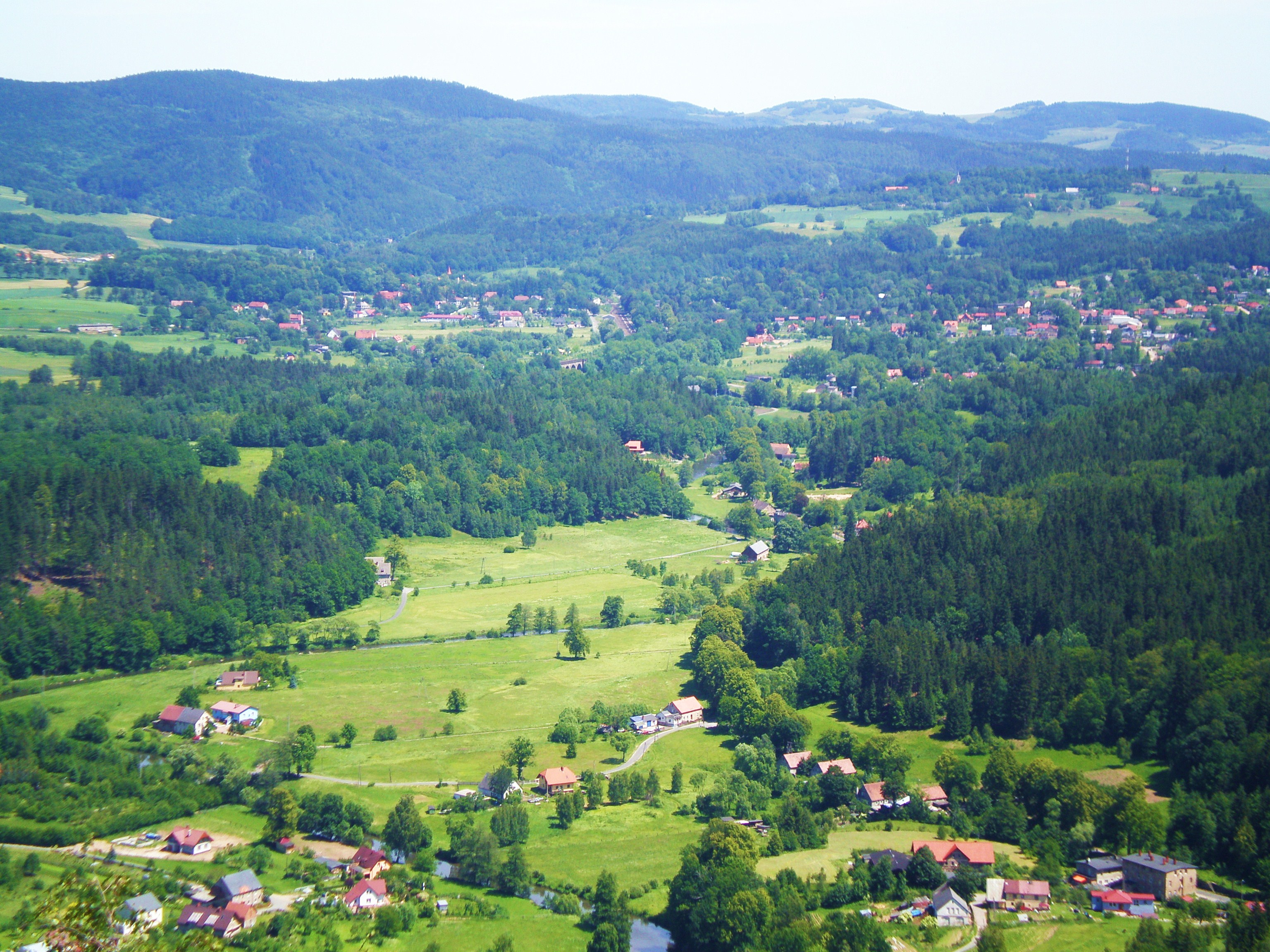
Położenie Janowic Wielkich – panorama

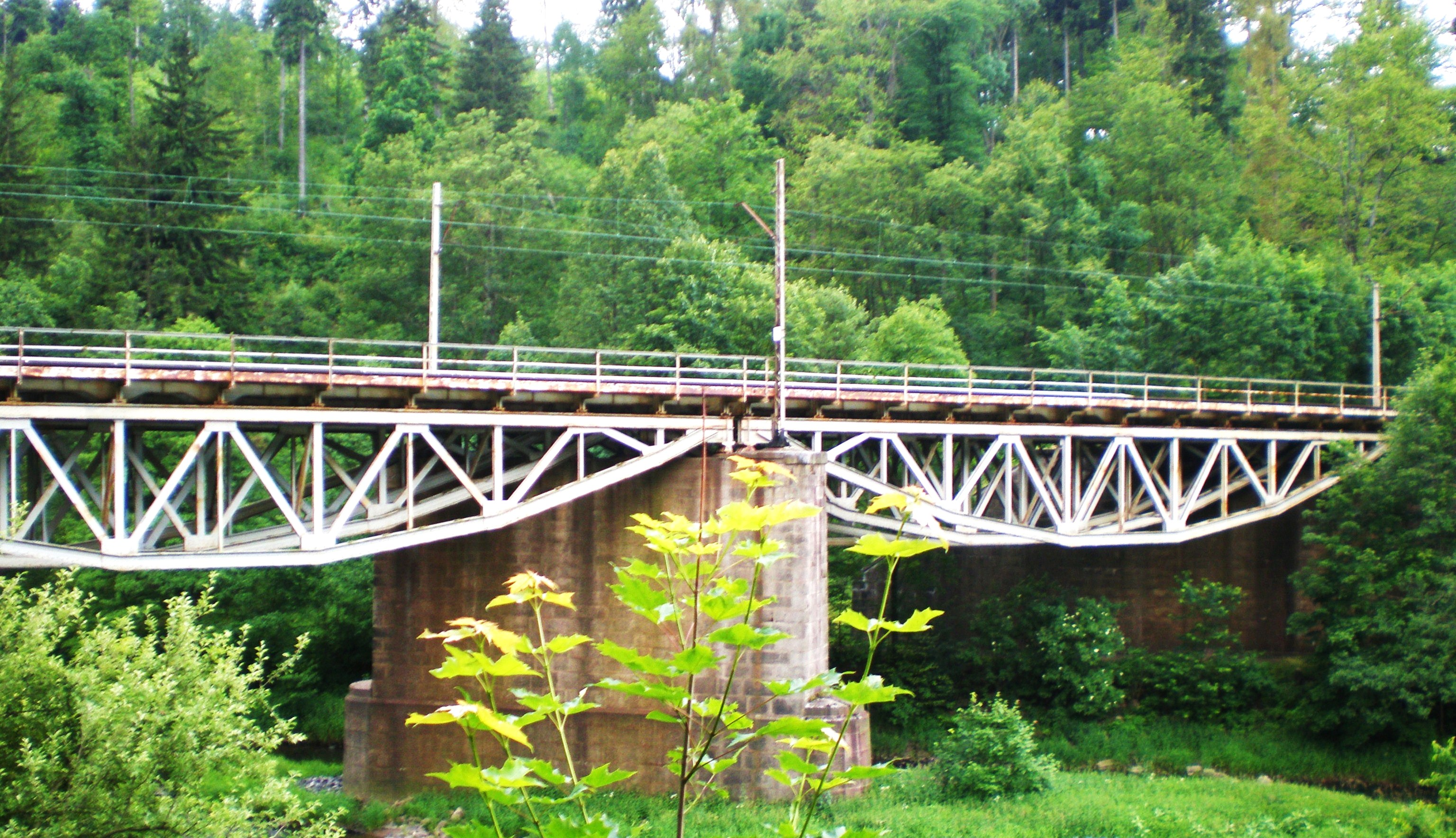
Most kolejowy nad Bobrem w Janowicach z 1864 r., ul. Partyzantów

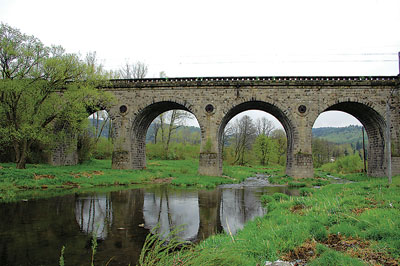
Wiadukt kolejowy nad Bobrem w Janowicach Wielkich (na zachód od dworca kolejowego) z 1866 r., ul. Chłopska

Janowice Wielkie leżą w południowo-zachodniej części województwa dolnośląskiego w powiecie karkonoskim w Kotlinie Jeleniogórskiej w Sudetach, u podnóża Rudaw Janowickich oraz Gór Kaczawskich nad Bobrem. Do Bobru na terenie Janowic, od jego lewej strony, wpływa ze stoków góry Piaskowej (586 m n.p.m.) Miedziany Potok, z Dziczej Góry (881 m n.p.m.) spływa Janówka, zaś prawym dopływem Bobru, płynącym od strony północnej ze szczytu Różanki (628 m n.p.m.) i wód Trzcińskich Mokradeł, jest Krupówka. W swej południowej części Janowice Wielkie leżą w obszarze Rudaw Janowickich, zaś w północnej w Górach Kaczawskich (Góry Ołowiane).

### Klimat

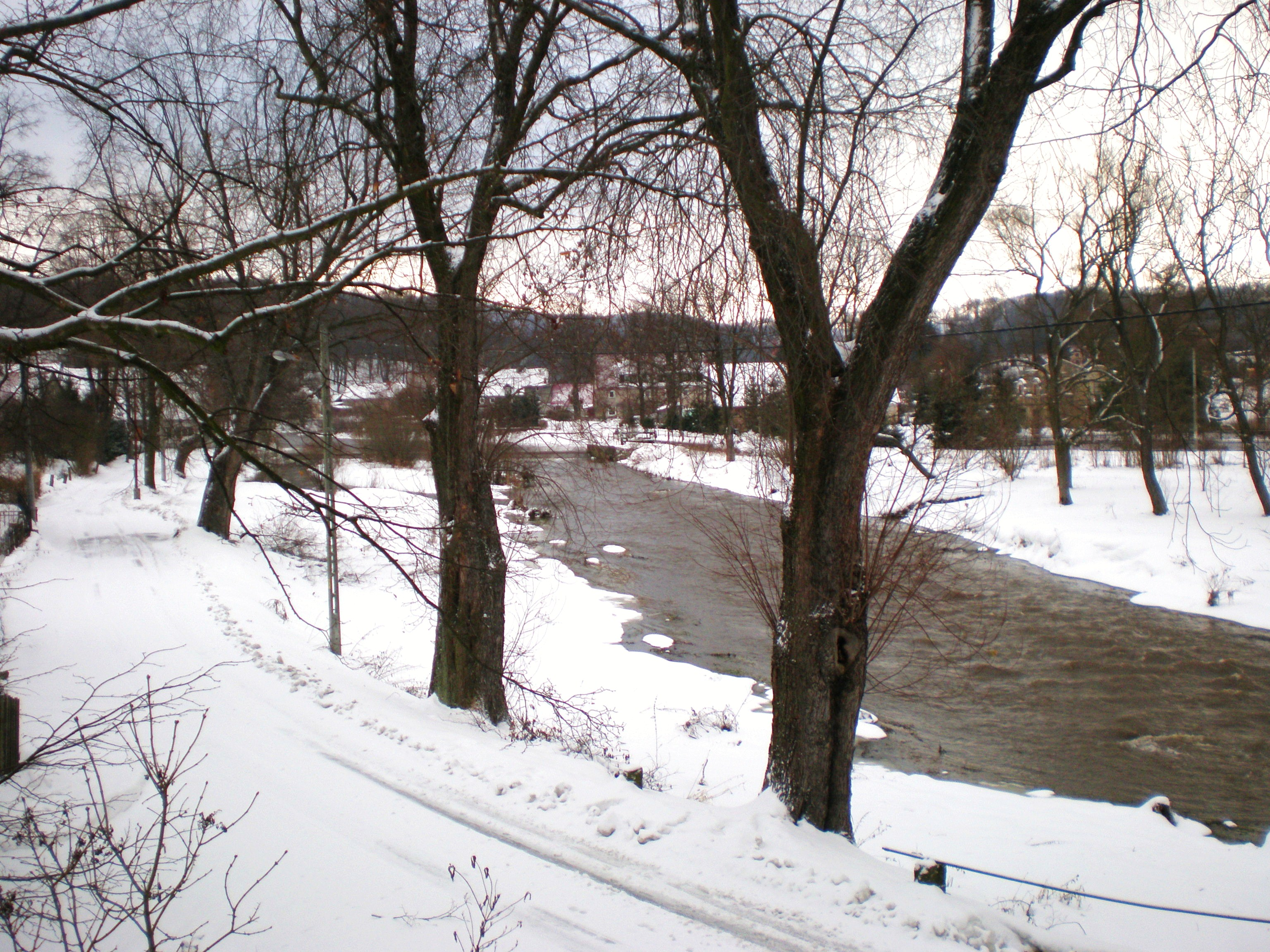
Janowice Wielkie – ul. Chłopska – fragment Międzynarodowej Trasy Rowerowej R6 zimą

Klimat jest typowy dla obszarów podgórskich. Średnia temperatura roczna waha się w granicach 7 °C, a średnia temperatura okresu wegetacyjnego wynosi ok. 12–13 °C. Lato termiczne zaczyna się ok. połowy czerwca i trwa średnio 66 do 68 dni. Dominują wiatry zachodnie i południowo-zachodnie. Klimat (jak w całej południowo-zachodniej Polsce) kształtują masy powietrza napływające znad Oceanu Atlantyckiego, Skandynawii i północno-wschodniej Europy, rzadziej znad Azorów, Północnej Afryki i południa Europy. Dzięki tym masom tworzą się określone typy pogody. Charakteryzując ogólnie cztery pory roku Kotliny Jeleniogórskiej możemy powiedzieć, iż: wiosna jest początkowo chłodna, po czym w kwietniu i maju zaznacza się szybki wzrost temperatur dobowych; lato jest umiarkowanie ciepłe, wrzesień jest na ogół cieplejszy niż czerwiec i bywa pogodny; jesień jest porą relatywnie długą i ciepłą, znacznie cieplejszą niż wiosna, we wrześniu i październiku występuje też najniższe zachmurzenie i jest mniej opadów niż na przykład w sierpniu; zima jest stosunkowo łagodna, a w styczniu, lutym i marcu średnia dobowa temperatura nie spada poniżej –3 °C.
Klimat w Janowicach Wielkich charakteryzuje się wilgotnością, a to z racji sporego zalesionego areału, a też w szczególności położenia miejscowości w kotlinie górskiej i w meandrach rzeki Bóbr. Coroczna wegetacja roślin rozpoczyna się około dwóch tygodni później niż na Przedgórzu Sudeckim i 3 tyg. później niż w odległym o 100 km Wrocławiu. Temperatury w styczniu są średnio o 5–7 °C niższe od temperatur notowanych na Nizinie Śląskiej. Poza miesiącami zimowymi opady śniegu mogą występować już w listopadzie, spotykane są też jeszcze w maju. Miesiąc lipiec charakteryzuje się sporą ilością opadów deszczu. Mimo klimatu chłodnego w okresie letnim notowane są temperatury mogące dochodzić do 39 °C w cieniu.
Już w XVIII wieku górski, wilgotny klimat Janowic wykorzystywany był w lecznictwie: laryngologii, pulmonologii i kardiologii.
| Miesiąc                          | Sty | Lut | Mar  | Kwi | Maj | Cze  | Lip   | Sie  | Wrz | Paź  | Lis  | Gru  | Roczna |
| -------------------------------- | --- | --- | ---- | --- | --- | ---- | ----- | ---- | --- | ---- | ---- | ---- | ------ |
| Średnie temperatury w dzień [°C] | 1   | 0   | 6    | 9   | 16  | 20   | 20    | 22   | 18  | 13   | 6    | 4    | 11     |
| Średnie temperatury w nocy [°C]  | -7  | -10 | -3   | 0   | 4   | 9    | 11    | 9    | 5   | 2    | -2   | -2   | 2      |
| Opady [mm]                       | 33  | 61  | 43.2 | 61  | 61  | 73.7 | 142.2 | 76.2 | 33  | 63.5 | 40.6 | 55.9 | 741,7  |
| Źródło: Weatherbase 15.12.2008   |     |     |      |     |     |      |       |      |     |      |      |      |        |

### Demografia
- Wykres liczby ludności Janowic Wielkich na przestrzeni ostatnich 4 stuleci.

Największą populację Janowice Wielkie odnotowały w roku 1998 – według danych GUS 2255 mieszkańców.
Janowice Wielkie, a w nich Stare i Nowe Janowice wraz z Mniszkowem i Trzcińskiem oraz byłym miastem Miedzianką stanowią obecnie jednolity zwarty zespół urbanistyczny zamieszkały przez około 4000 osób.

### Geologia

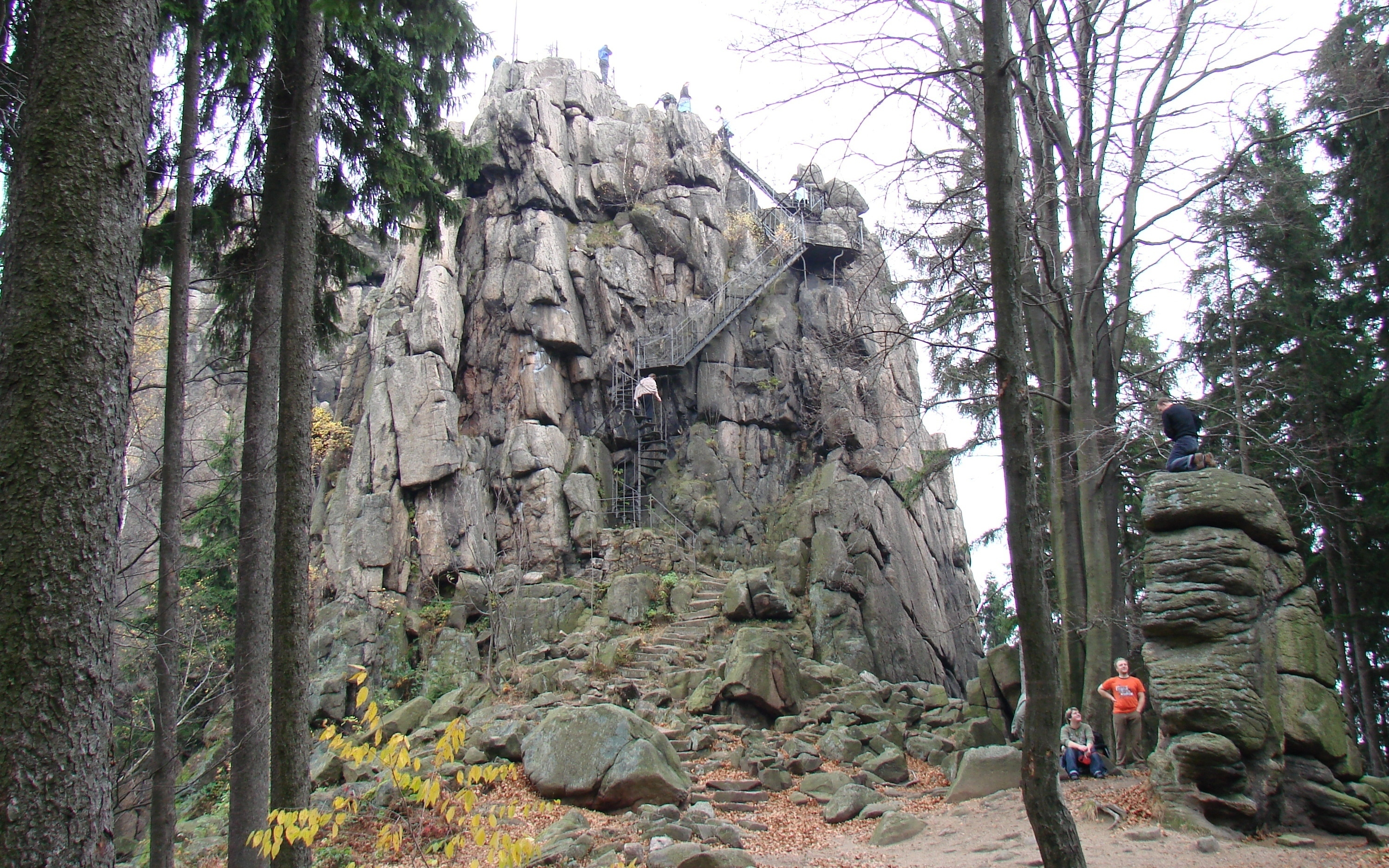
Skały Sokolika – Sokolik Duży

W granicach Janowic Wielkich, na północnym krańcu Rudaw Janowickich, znajdują się złoża rud polimetalicznych (przede wszystkim miedzi i arsenu). Zawdzięczają one swe powstanie przebiegającej tu strefie kontaktu między granitem karkonoskim a ich wschodnią osłoną – łupkami zieleńcowymi. Mają charakter hydrotermalnych złóż żyłowych, tzn. powstały przez wytrącenie minerałów rudnych z gorących roztworów pomagmowych, krążących w szczelinach skalnych. Złoża te nigdy nie były zbyt bogate, choć w ich przypowierzchniowych partiach analizy wykazywały duże koncentracje użytecznych minerałów – pirytu (FeS2), chalkopirytu (CuFeS2), chalkozynu (Cu2S), blendy cynkowej (ZnS), galeny (PbS). Głębiej występowały minerały arsenu, srebra, a także kobaltu, cyny, bizmutu i inne. Po II wojnie światowej na skalę masową wydobywano tu uran. Pod względem różnorodności występujących tu minerałów Janowice wraz z Miedzianką są chyba najbogatszym miejscem w Polsce. Stąd zapewne wynika fakt, że pomimo stosunkowo skromnych efektów ekonomicznych przez wieki wielokrotnie ponawiano próby eksploatacji tutejszych złóż.

## Dziedzictwo przyrody – pomniki przyrody
- Rudawski Park Krajobrazowy;

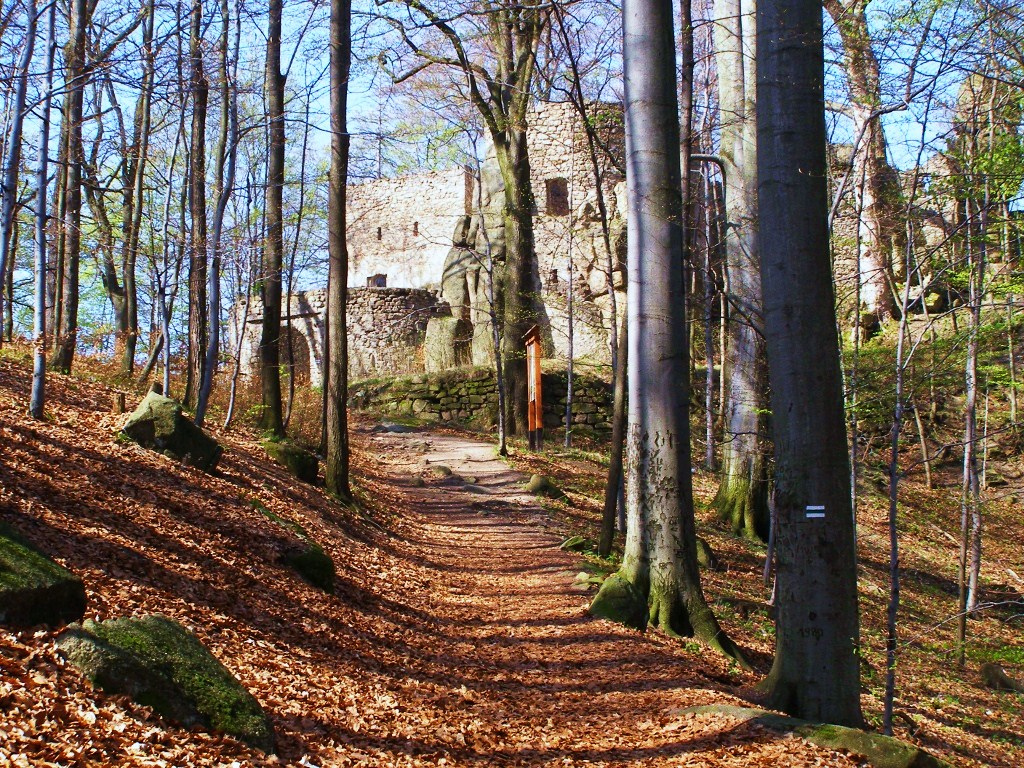
Kompleks parkowo-leśny „Zamek Bolczów”

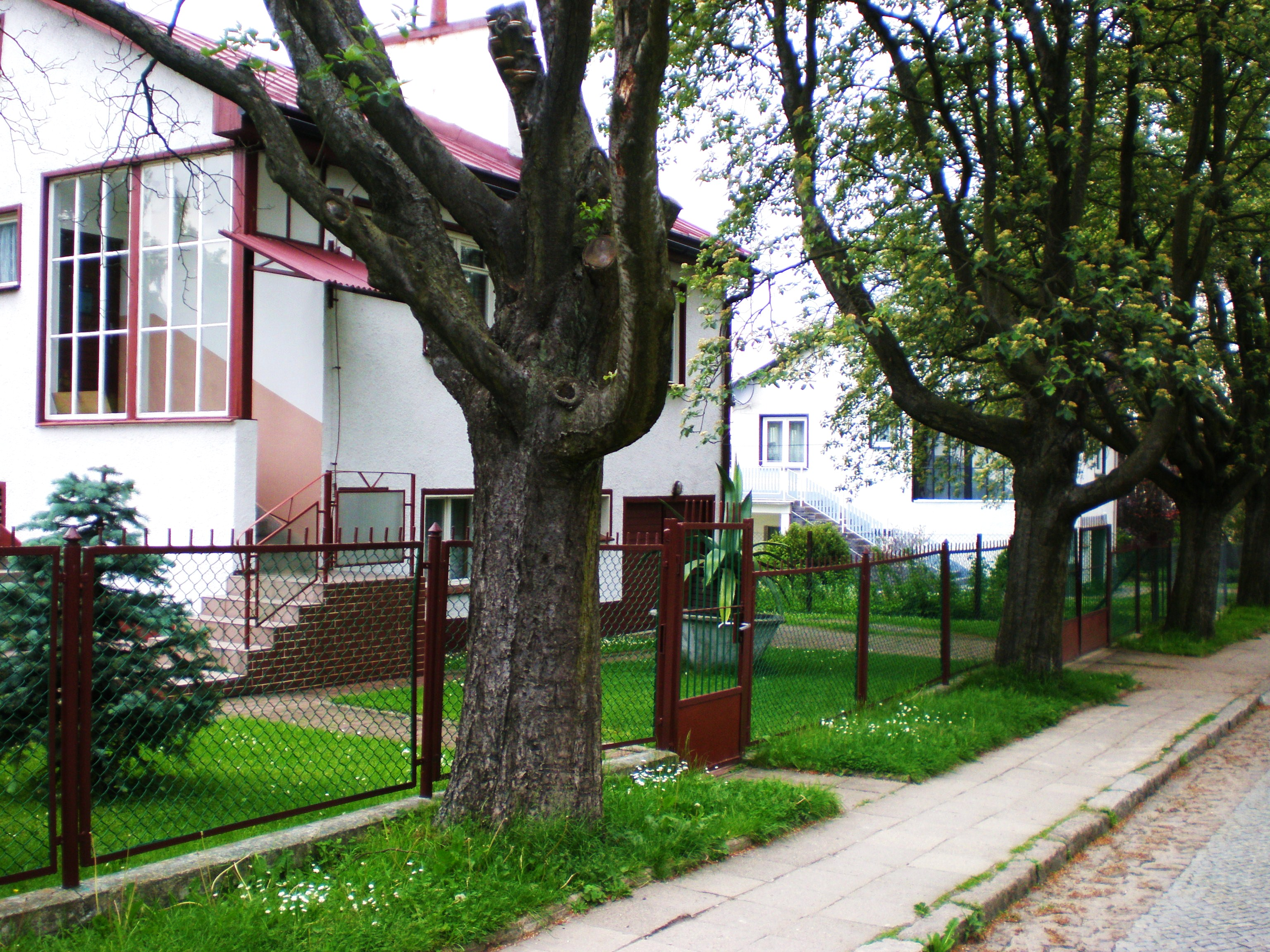
Janowice Wielkie – ul. Wojska Polskiego – osiedle domów jednorodzinnych z lat 60. XX w. Na pierwszym planie jarząb szwedzki – fragment alei

- Rudawy Janowickie – na terenie Janowic fragment specjalnego obszaru ochrony siedlisk Natura 2000;
- Park „Zamek Bolczów”;
- Dolina Janówki;
- Skalne miasto – Starościńskie Skały;
- Skała Piec (530 m n.p.m.);
- Skalny Most – jedna z najpiękniejszych i najoryginalniejszych skał Rudaw Janowickich, wznosząca się w górnej części Zamkowego Grzbietu. Ma postać muru skalnego o długości ok. 30 m, zbudowanego z granitów waryscyjskich z żyłą aplitów. Jego północne przedłużenie stanowi wolno stojąca iglica skalna o wysokości 20 m, na wysokości ok. 17 m połączona z resztą masywu naturalnym mostem skalnym, na którym rośnie sosna. Szczelina pod mostem zwęża się do ok. 1 m, a pod nią przebiega jeszcze stromy tunel skalny. U podstawy iglicy skalnej w ścianie umieszczona jest kopia brązowej tablicy z 1931 r., upamiętniającej śmierć wspinacza Waltera Tuffecka z kamiennogórskiego koła Turnvereinu;

Dojście: od niebieskiego szlaku naprzeciw Pieca, 50 m w górę; uwaga! Skalny Most nie jest udostępniony ani zabezpieczony, łatwo dostępna jest tylko szczelina pod mostem i ewentualnie tunel skalny; wejście na most skalny jest możliwe tylko dla wspinaczy z asekuracją;
- Janowicki Przełom – przełom rzeki Bóbr nieopodal Miedzianki (fragment odcinka doliny Bobru z charakterystycznymi, urokliwymi zakolami tej rzeki);
- Aleja jarząbu szwedzkiego – od dworca w kierunku południowym prowadzi aleja (ul. Wojska Polskiego) wysadzana dwoma rzędami rzadkiego jarzębu szwedzkiego. Rośnie tu 106 egzemplarzy tych drzew, w wieku ok. 90 lat, o wys. 15 m. W stanie dzikim jarząb szwedzki rośnie w Polsce tylko na Pomorzu Środkowym, osiągając tam płd. granicę swego zasięgu;
- Aleja dębowa przy dziś leśnej drodze wiodącej z pałacu do Jeleniej Góry – około 3 km od centrum Janowic;
- Trzcińskie mokradła – obszar kilkudziesięciu hektarów torfowisk położony na północnym wschodzie idąc od centrum Janowic. Dawniej teren ten był rozleglejszy. W latach 60. XX w. duża część tego rejonu została zmeliorowana, co doprowadziło do ograniczenia środowiska torfowego. Powołany decyzją Komisji Europejskiej specjalny obszar ochrony siedlisk (SOOS) Natura 2000.

## Historia i zabytki

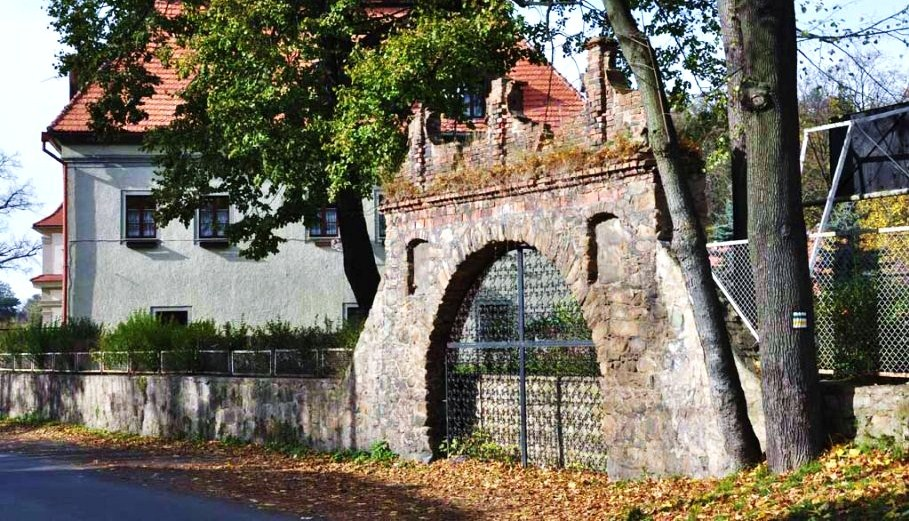
Pałac Schaffgotschów w Janowicach Wielkich – fragment muru obronnego, ul. Rudawska

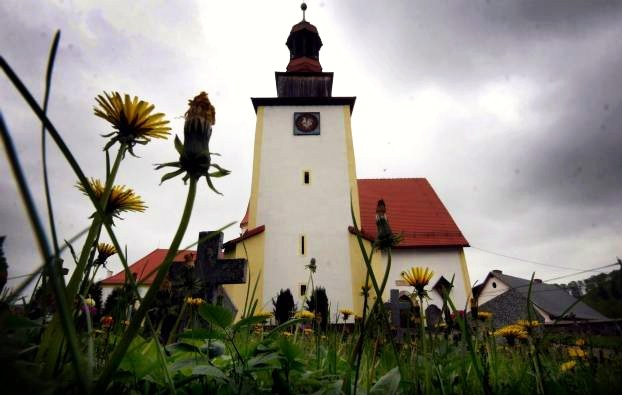
Kościół pw. Wniebowzięcia Najświętszej Marii Panny

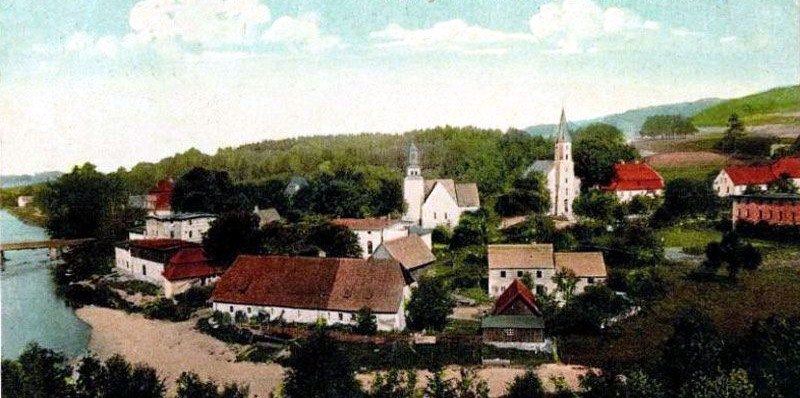
Janowice Wielkie na przełomie XIX i XX w. – kościoły

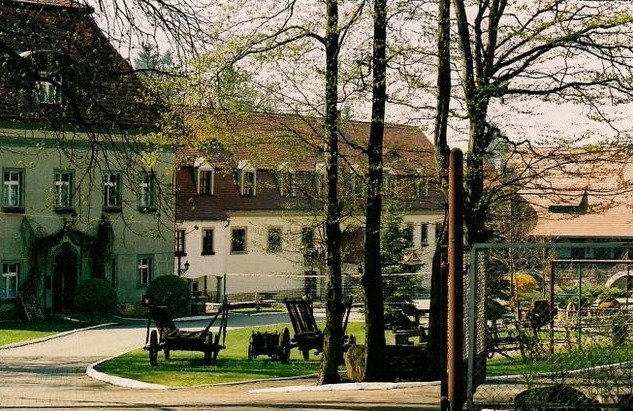
Zabudowania pałacowe – Janowice Wielkie, ul. Chłopska/Rudawska

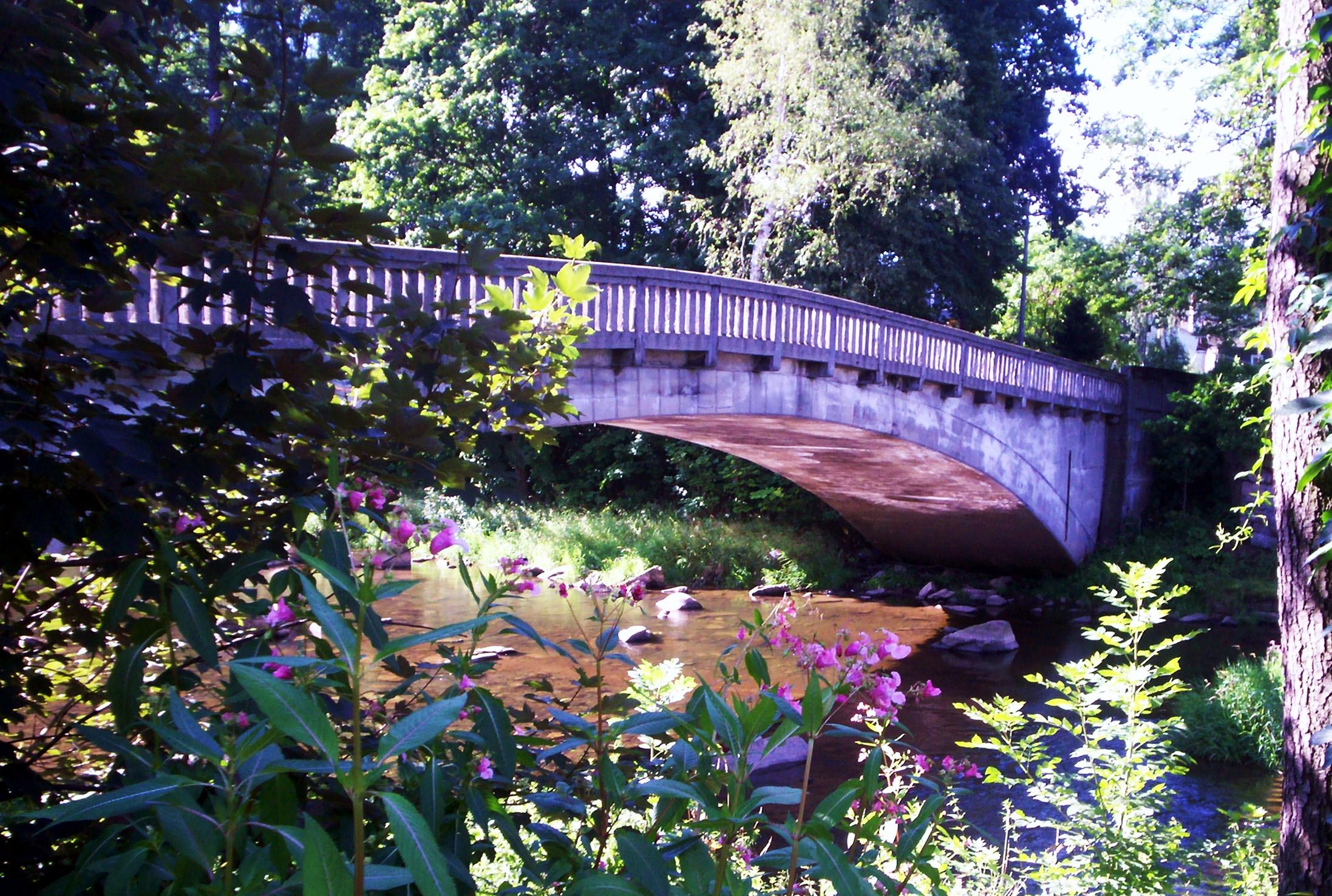
Kamienny most nad Bobrem – XIX/XX w., ul. Rudawska

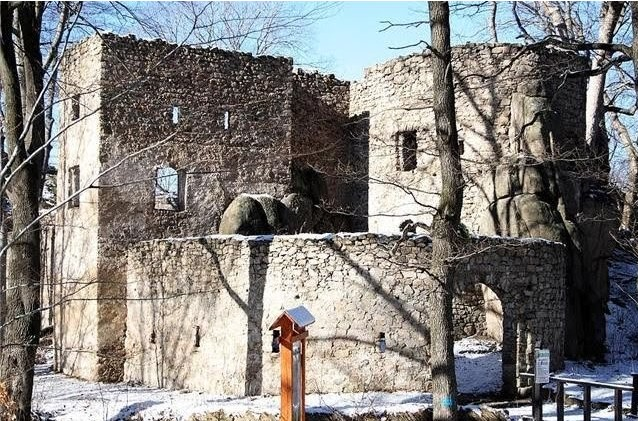
Brama wejściowa – Zamek Bolczów

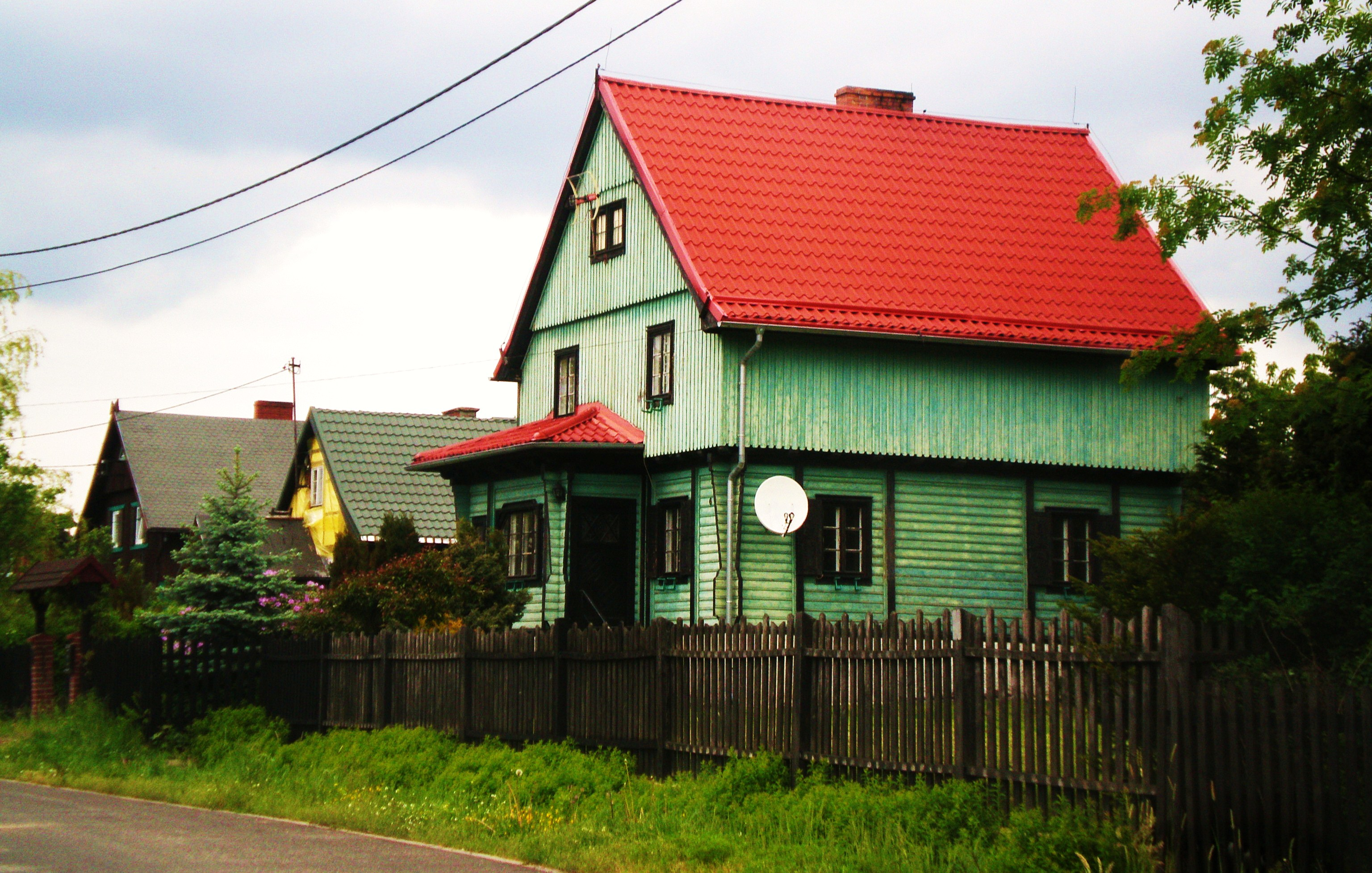
Janowice Wielkie – ul. Kopernika – zabytkowe drewniane domy mieszkalne w stylu architektury sudeckiej

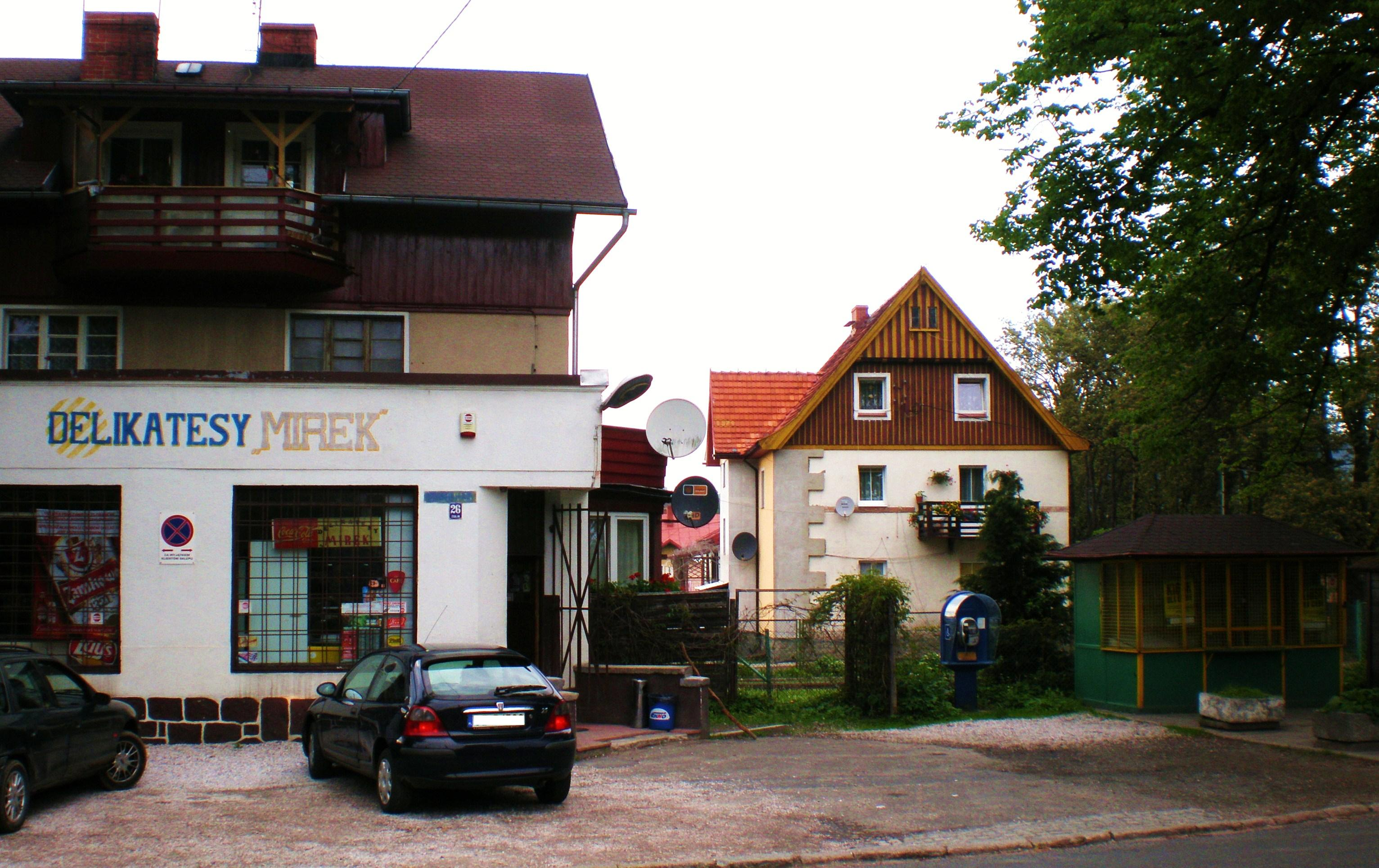
Janowice Wielkie – róg ul. 1 Maja i Wojska Polskiego

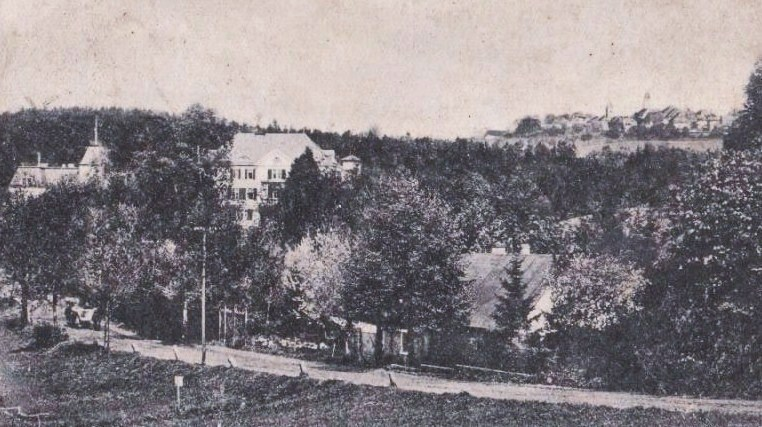
Sanatoria w Janowicach, w tle miasto Miedzianka – początek lat 20. XX w.

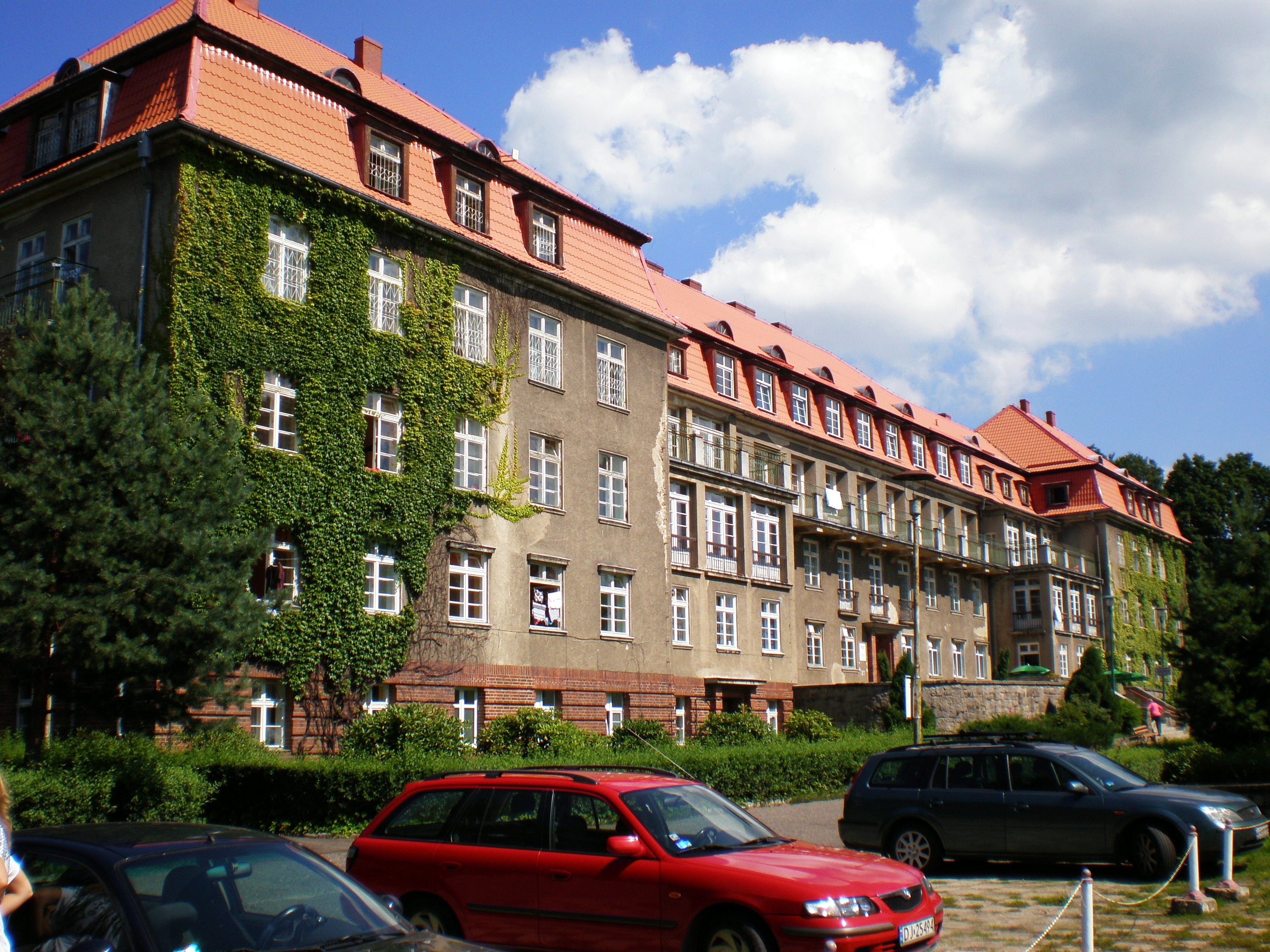
Szpital Profilaktyczno–Rehabilitacyjny w Janowicach Wielkich, ul. Sudecka

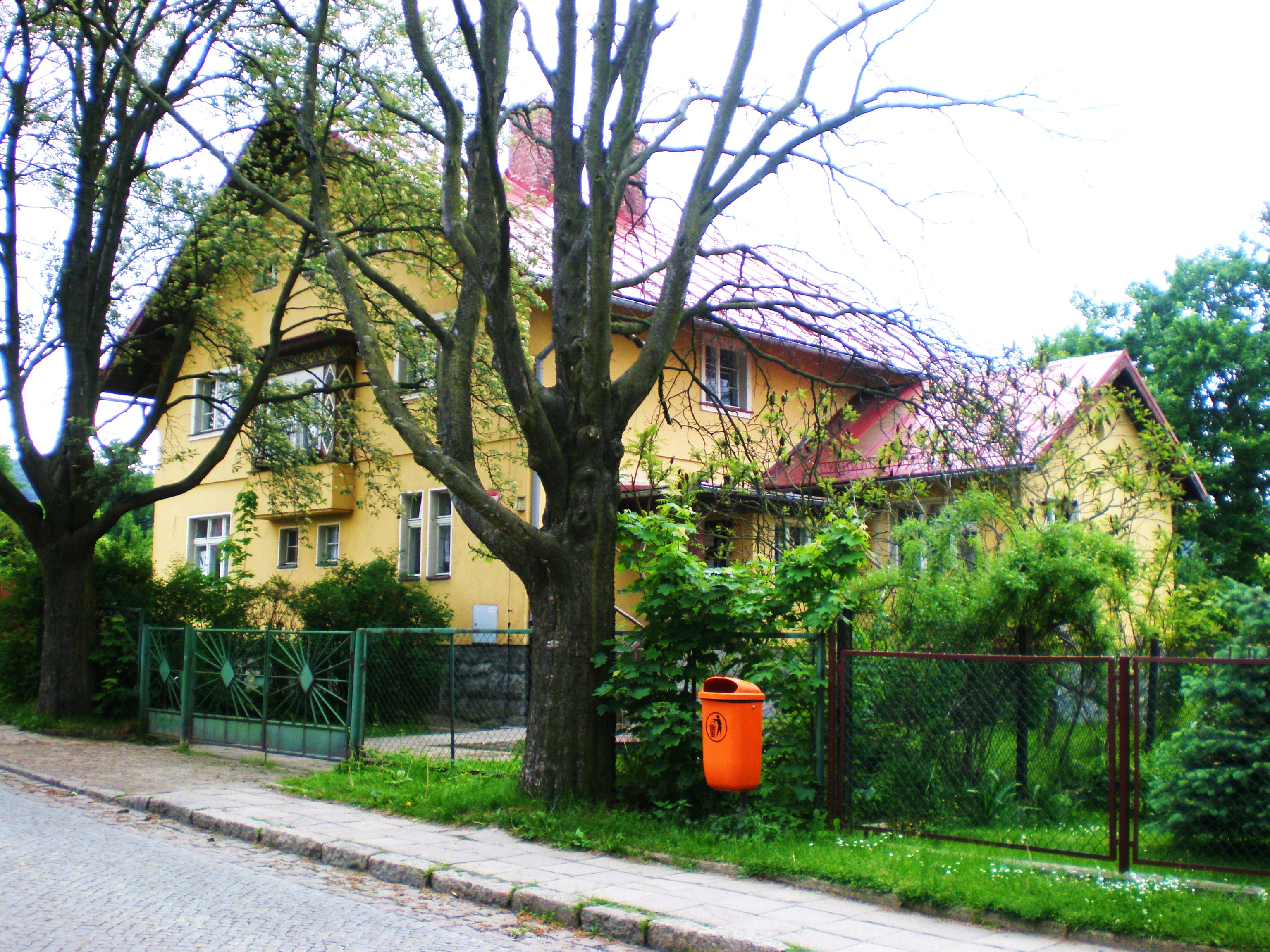
Janowice Wielkie – Gminny Ośrodek Zdrowia, ul. Wojska Polskiego

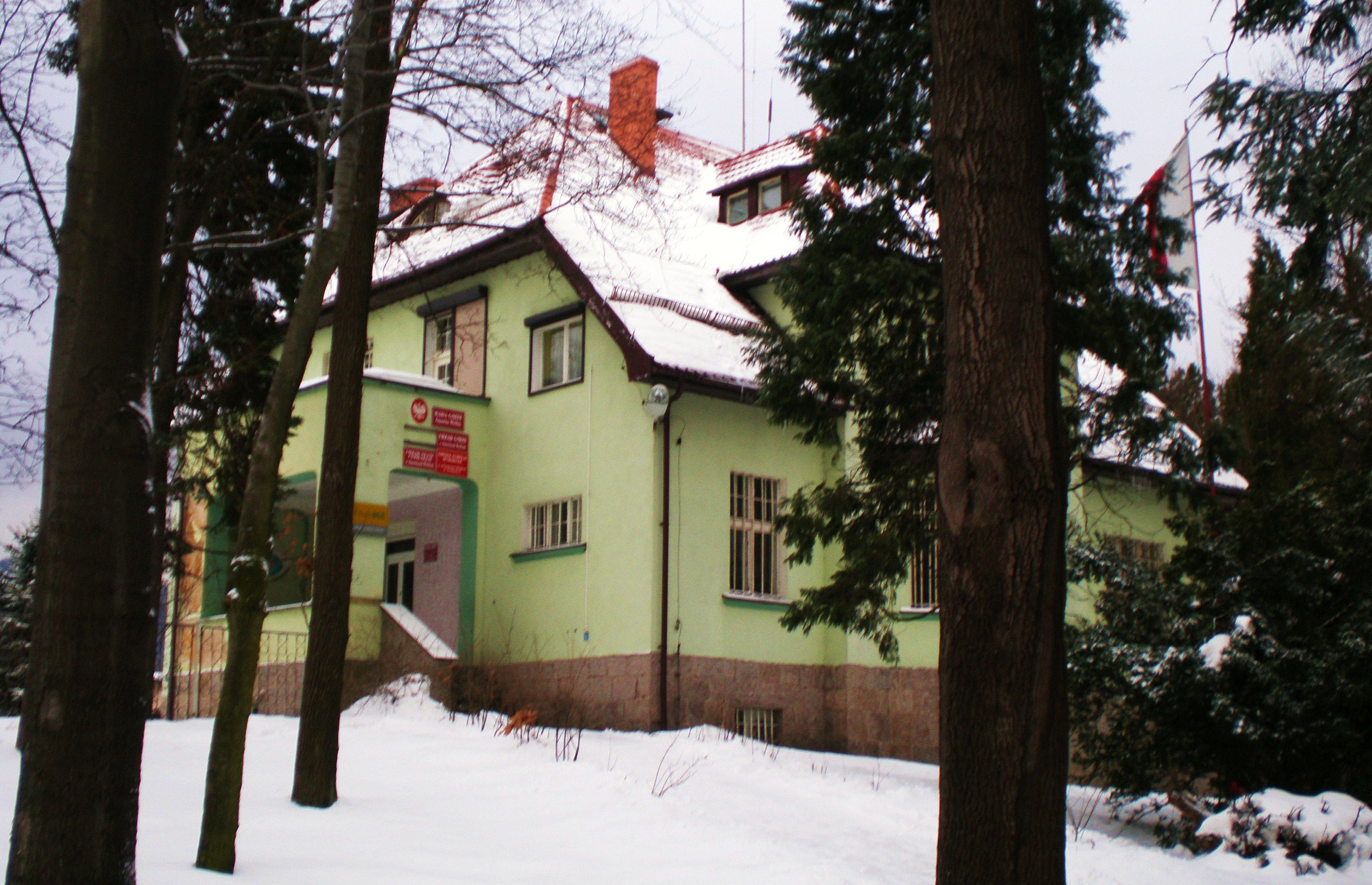
Urząd Gminy w Janowicach Wielkich – ul. Kolejowa

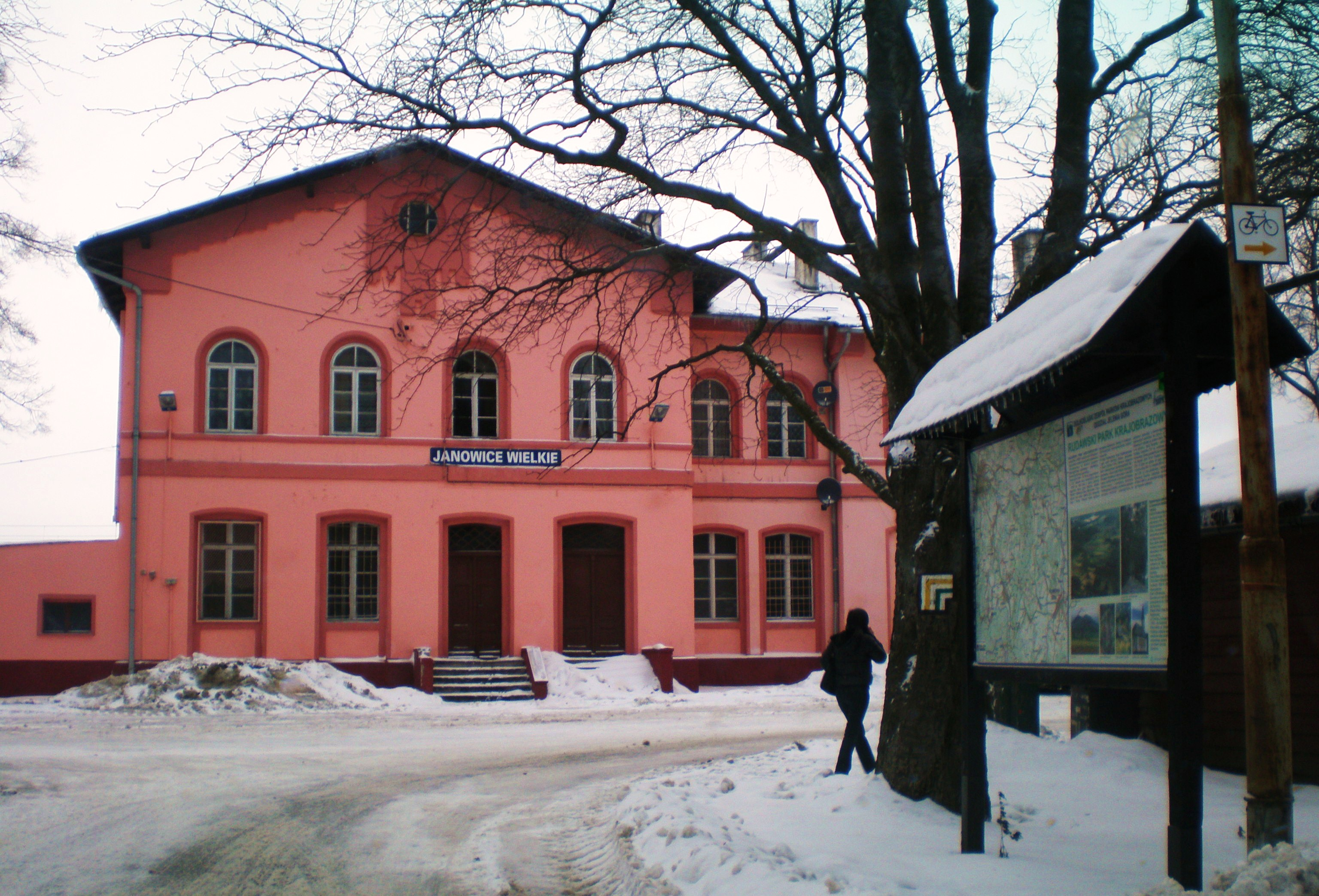
Dworzec kolejowy w Janowicach Wielkich

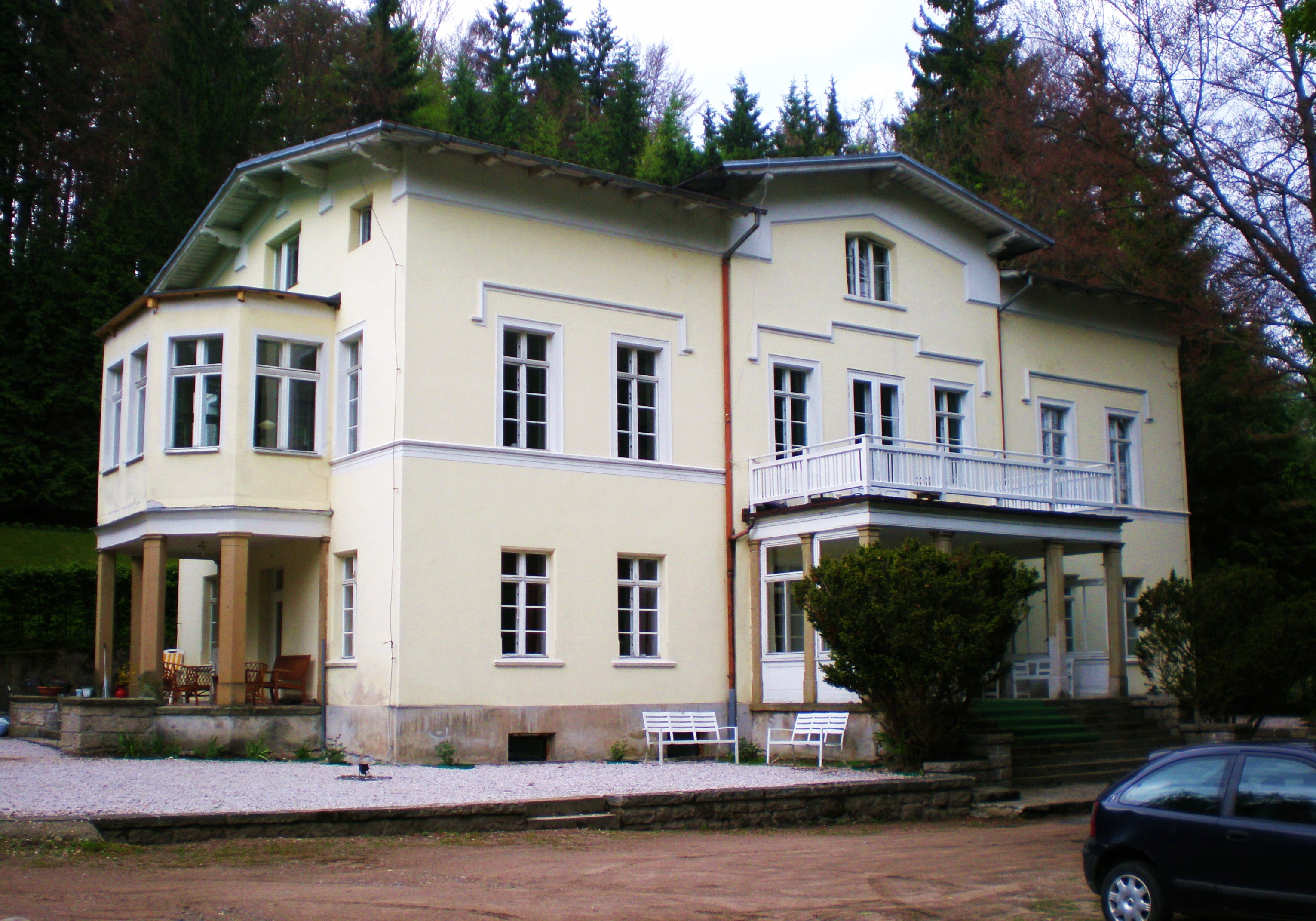
Dwór nad Bobrem w Janowicach Wielkich – dawne przedszkole obecnie hotel wraz z restauracją, sezonowa scena teatralna, ul. 1 Maja

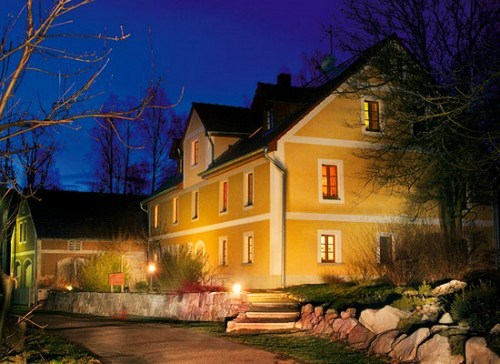
Jeden z pensjonatów w Janowicach Wielkich

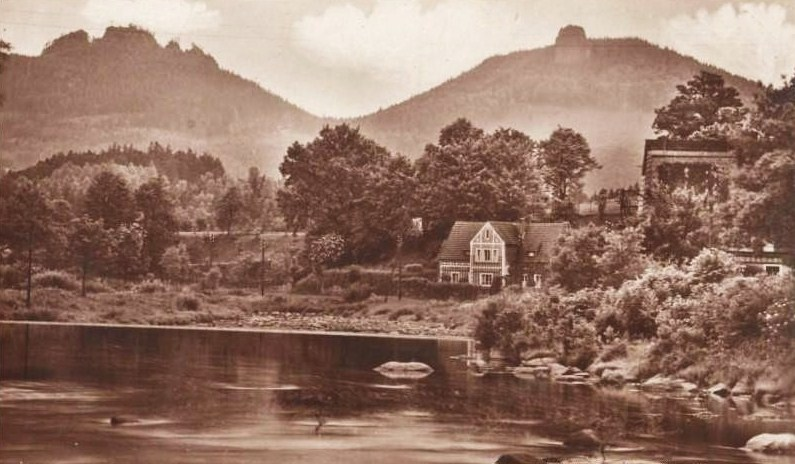
Ul. Chłopska – 1928 r. (na pierwszym planie Bóbr, w tle Góry Sokole) – dom artysty Hugo Scheinerta

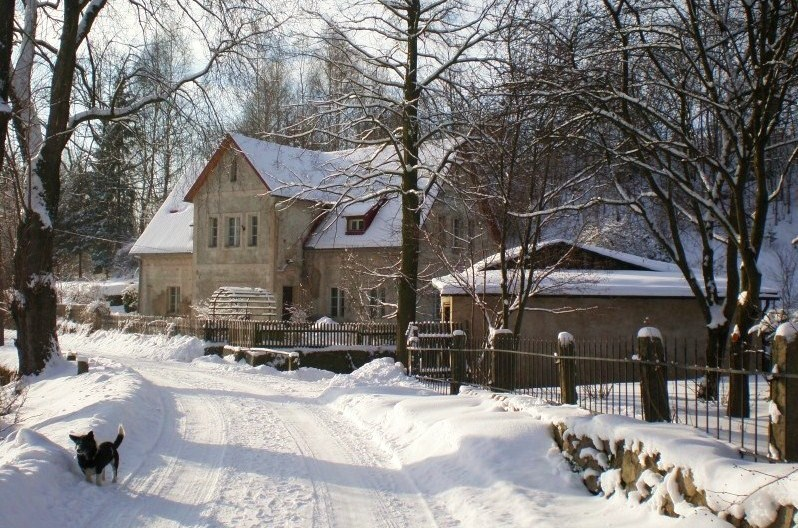
Ul. Chłopska

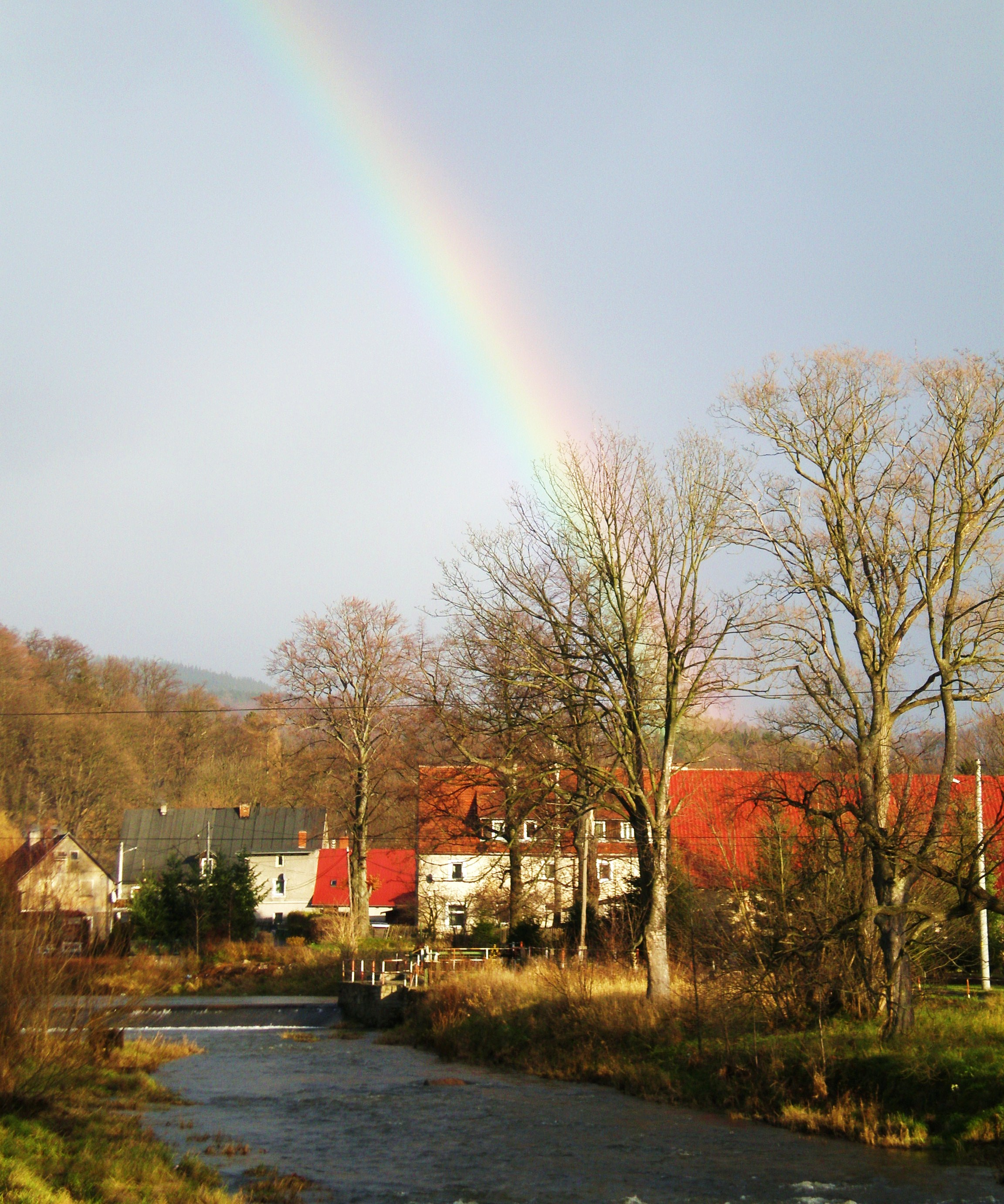
Janowice Wielkie – ul. Nadbrzeżna; na pierwszym planie Bóbr

### Historia Janowic Wielkich
Okolice Janowic Wielkich po zakończeniu epoki plejstoceńskiej były z pewnością terenem penetracji najdawniejszych koczujących zbieraczy i myśliwych o czym świadczą ślady człowieka paleolitycznego z jaskiń góry Połom. Przez wiele następnych wieków porastała okoliczne góry i doliny prastara, sudecka puszcza.
W VI wieku dotarli tu Słowianie z plemienia Bobrzan. W kolejnych okresach ich ziemia znajdowała się w różnych organizmach państwowych przechodząc z rąk do rąk. Najpierw należała do państwa frankijskiego kupca Samona, później do Wielkich Moraw i Księstwa Czeskiego by pod koniec X wieku stać się częścią państwa Mieszka I, władcy Polan. Z tego okresu pochodzą ślady osad ludzkich (stanowiska archeologiczne ujęte w miejscowym planie zagospodarowania przestrzennego) znajdujące się w granicach Janowic, na północ od rzeki Bóbr.
Janowice jako mała śródleśna osada mogła istnieć już od tamtych czasów. Z całą pewnością zaś były zasiedlone już w czasach pierwszych władców śląskich, kiedy rozpoczęły się intensywne poszukiwania rud metali kolorowych – srebra i miedzi w rejonie dzisiejszej Miedzianki. Według niepotwierdzonych źródeł odkrył je w roku 1156 niejaki Laurentius Angelus – waloński poszukiwacz skarbów, któremu udało się wcześniej odkryć złoża żelaza w pobliskich Kowarach.
W okresie rozbicia dzielnicowego Polski nastąpił szczególny rozwój Janowic. Od początku książętom śląskim zależało na zasiedlaniu tak zwanych pustkowi, które nie przynosiły im żadnych dochodów bez mieszkańców nie płacących danin. Wzmożoną akcję kolonizacyjną podjęli książęta Henryk Brodaty i Bolesław II Rogatka, którzy sprowadzili na tutejsze ziemie największą ilość osadników, głównie z przeludnionych wtedy Niemiec.
Prawdopodobnie nazwa miejscowości wzmiankowana była pierwszy raz w dokumencie z 1334 roku, w którym wymieniony został niejaki Frizco von Ywanewiz. Zmiany polityczne na mapie Śląska w XII, XIII i XIV wieku nie miały dla mieszkańców Janowic większego znaczenia. Janowice znajdowały się kolejno w Księstwie Śląskim, Wrocławskim, Legnickim, Jaworskim by ostatecznie stać się częścią Księstwa Świdnicko–Jaworskiego.
w 1369 roku zanotowano nazwę miejscowość w postaci Jenwicz. Jednym z pierwszych właścicieli znanych z imienia był Clericus Bolcze (1372 rok), prawdopodobny założyciel zamku Bolczów.
W kulturze następowała stopniowa asymilacja Słowian i przybywających tu (już niezależnie od decyzji panujących) coraz liczniej Niemców. Stopniowo, ale zdecydowanie zaczęła się tworzyć społeczność lokalna, zwana później „śląską”, w której kryterium narodowe nie odgrywało najważniejszej roli. W religii niezmiennie dominował katolicyzm. Janowice doczekały się murowanego kościoła w XV wieku.
Znajdując się już we władaniu czeskiej dynastii Luksemburgów, po raz pierwszy pojawia się nazwa wsi jako Groszin Janewicz (1400 rok), co można przetłumaczyć jako Janowice Wielkie (gross – z niemieckiego – duży, wielki).
Pożogą dla mieszkańców Janowic były wojny husyckie. Ich przyczyną było spalenie na stosie czeskiego reformatora religijnego Jana Husa przez króla Czech Zygmunta Luksemburskiego. Wojny trwały z przerwami w latach 1419–1436. Mieszkańcy Janowic ukrywali się latami w lasach Rudaw Janowickich. W okolicach góry Wołek odkryto pozostałości z tamtych czasów. Husyci zdobyli m.in. zamek Bolczów i spalili Janowice wraz z większością okolicznych miast i wsi. Wyprawa mieszczan Wrocławia i Świdnicy pokonała Husytów, ale zniszczenia pozostały. Zamek Bolczów został odbudowany dopiero sto lat później. Janowice odradzały się wraz z nim.
Okres swego dużego rozwoju Janowice Wielkie przeżywały pod władzą panującej nad Królestwem Czech dynastii jagiellońskiej – Władysława Jagiellończyka i Ludwika Jagiellończyka. W tym czasie wieś wymieniana jest w dokumentach jako Janewitz (1512) i Janowitz (1519).
Po zniszczeniach wojennych zamek Bolczów został odbudowany dopiero w latach 1517–1518 prawdopodobnie przez Hansa Dippolda von Burghaus (który wystarał się o prawa miejskie dla Miedzianki w roku 1519). Na zamku powstał dziedziniec, a w południowym narożniku wzniesiono wieżę obronną, zaś w murach umieszczono szereg strzelnic.
Od roku 1526 Janowice przez kolejnych ponad 200 lat należały do państwa austriackich Habsburgów.
Spośród wielu, zmieniających się często, posiadaczy tych ziem warto wymienić ród Burghausów (pocz. XVI w.), którzy w 1534 r. sprzedali je Hansowi Schaffgotschowi (panowi na Chojniku) z rodu, w późniejszym okresie, zasłużonego dla całej ziemi jeleniogórskiej.
Zamek Bolczów kolejno zmieniał właścicieli – w latach 1537–1545 należał do Justusa Decjusza z Krakowa, dworzanina króla polskiego Zygmunta Starego. W latach 1520–1550 ponownie rozbudowano zamek, między innymi wzniesiono, wysunięty przed wieżę bramną, kamienny mur oraz zbudowano basteję, suchą fosę, przystosowano także mury do broni artyleryjskiej poprzez wykonanie strzelnic kluczowych. Prace kontynuowano do roku 1550.
W roku 1562 zamek wraz z Janowicami i Miedzianką przeszedł na własność braci Hansa i Franza Hellmannów.
Od wieku XVI w Janowicach Wielkich działały kruszarnie, huty i kuźnice przerabiające urobek rud miedzi i ołowiu ze sztolni Miedzianki, Mniszkowa i Starych Janowic. Bracia Hellmann uruchomili też produkcję witriolu, zdobywanego ze starych hałd górniczych w Dolinie Żużlowej (na północ od Janowic). Był to stężony roztwór kwasu siarkowego, przeźroczysta ciecz o żółtawym kolorze i oleistej konsystencji używana wtedy do produkcji różnych barwników. Na początku XVII w. ponownie rodzina Schaffgotsch została właścicielem tych dóbr. Dla Daniela Schaffgotscha wybudowano dwór nad Bobrem, który do dziś jest ozdobą wioski. W miejscowościach regionu, coraz więcej mieszkańców zaczęło się zajmować tkactwem, które od połowy XVIII wieku było jednym z ich głównych, choć mało zyskownych zajęć. Praktycznie w każdym większym domu stało krosno do tkania płótna lnianego. Dużo zarabiali tylko kupcy handlujący gotowym płótnem. Po górach nadal wędrowali poszukiwacze skarbów, a także tak zwani laboranci, którzy ze zbieranych przez siebie ziół wykonywali lecznicze nalewki. We wsi powstał nowy młyn i tartak.
Przez cały wiek XVI przybywało w Janowicach coraz więcej wyznawców wyznania luterańskiego, które promieniowało z pobliskich Niemiec na cały Śląsk. Dochodziło do coraz to większych konfliktów miejscowych katolików i protestantów. I jedni, i drudzy bardzo ucierpieli podczas wojny trzydziestoletniej – w latach 1618–1648. Wojskowe rekwizycje dały się mieszkańcom mocno we znaki. W plądrowaniu wsi uczestniczyli także „Lisowczycy”, Polacy w służbie cesarza Austrii pod dowództwem Stanisława Rusinowskiego. Ich zła sława brała się stąd, iż nie otrzymując cesarskiego żołdu zaopatrywali się sami w terenie, na którym działali. Cechowała ich odwaga i umiejętności bojowe, ale zarazem okrucieństwo i zamiłowanie do rabunku.
Podczas wojny trzydziestoletniej Janowice, dwór nad Bobrem i zamek Bolczów zostały spalone przez żołnierzy szwedzkich w roku 1642. Mieszkańcy podobnie jak w okresie wojen husyckich miesiącami ukrywali się wraz z dobytkiem w okolicznych lasach. Odbudowa Janowic nastąpiła dopiero pod koniec XVII wieku.
Zamek Bolczów nigdy już nie został w pełni odbudowany. W roku 1800 Rodzina niemiecka Stolberg-Wernigerode (ówcześni właściciele janowickich dóbr) zleciła odbudowę zamku w formie schroniska w stylu szwajcarskim. Do końca 1946 roku funkcjonowało tu właśnie schronisko turystyczne. Po przymusowym przesiedleniu jego ówczesnych właścicieli na tereny Niemiec schronisko zostało rozebrane, zaś zamek powrócił do stanu z końca XVII w., kiedy to właśnie popadł w ruinę.
Po wojnie trzydziestoletniej pozycja tutejszych protestantów osłabła. Odebrano im przejęty od katolików kościół, a najbliższy dla nich kościół, tak zwany Kościół Pokoju powstał w odległym o 40 kilometrów Jaworze. Sytuacja protestantów uległa poprawie po ugodzie w Altranstadt w roku 1707 w czasach trwającej III wojny północnej, na mocy której cesarz Józef I Habsburg wyraził zgodę na oddanie ewangelikom 121 kościołów w wielu miastach i wsiach Śląska, w tym w Janowicach Wielkich. Dwa lata później podpisano we Wrocławiu tzw. „Reces egzekucyjny” przyznający tutejszym ewangelikom szereg nowych uprawnień oraz pozwalający na zbudowanie dla nich sześciu nowych kościołów na Śląsku tzw. „Kościołów Łaski”. Dwa z nich znajdują się niedaleko Janowic Wielkich – w Jeleniej Górze oraz Kamiennej Górze i współcześnie służą jako kościoły katolickie.
W latach 1608–1609 wzniesiono nad rzeką Bóbr rezydencję, dla Daniela Schaffgotscha (według tradycji – na miejscu starszego zamku, jednak ani zachowane detale architektoniczne, ani dokumenty tego nie potwierdzają). Został on spalony przez Szwedów w 1642 r. i w 2 poł. stulecia odbudowany przez wdowę po Danielu – Jadwigę. Gruntowna przebudowa miała miejsce w 1775 r., następne w latach 1830–1840 (wówczas dla Wilhelma Stolberga) założono piękny, dobrze zachowany do dziś park krajobrazowy z widokiem na Janowice, Rudawy Janowickie i pobliskie Góry Sokole. Do dziś w parku zachowało się blisko siedemset drzew. W 1910 r. powstały stylowe, drewniane, przysłupowo-ryglowe budynki gospodarcze. Z renesansowego detalu zachował się kominek w dawnej sali balowej. Dziś dwór funkcjonuje jako Dom Pomocy Społecznej i należy do jednych z najlepiej utrzymanych obiektów z tego okresu. Pałac wchodzi w skład Parku Kulturowego Kotliny Jeleniogórskiej.
Schaffgotschowie byli właścicielami wsi do 1669 r., kiedy drogą dziedziczenia przeszła w inne ręce. W 1748 r. stała się siedzibą rodową Promnitzów, a potem rodu Stolberg-Wernigerode (od 1800 r. jako ordynacja). Janowice były co najmniej od XVI w. (a przypuszczalnie już wcześniej) ośrodkiem przeróbki wydobywanych w najbliższej okolicy (Miedzianka, Mniszków, Ciechanowice) rud ołowiu i miedzi. Działały tu kruszarnie, huty i kuźnice. Już w XVI w. Żużlowej Dolinie nad Janowicami działała ługownia, w której otrzymywano siarczan miedzi metodą hydrometalurgiczną z odpadów – hałd skały płonej i żużla z dawniejszych robót górniczych i hutniczych, co przynosiło właścicielom – braciom Hellman znaczny dochód. Jeszcze zanim wydobycie zamarło podczas wojny trzydziestoletniej (1618–1648), powstała tu już w 1610 r. pierwsza papiernia. Później mieszkańcy Janowic zajmowali się głównie chałupniczym tkactwem, zaś ok. poł. XIX w. powstały tartak i fabryka papieru, dziś już nieistniejące.
Struktura janowickiego drzewostanu wkrótce została nadszarpnięta. Przemysł wydobywczy (a zwłaszcza huty), papierniczy, tartak (działający na potrzeby tutejszego budownictwa) i tradycyjne ogrzewanie chłopskich chat drewnem dokonały dzieła zniszczenia. Okoliczne lasy zaczynały ginąć, a na ich miejsce pojawiały się nie zalesiane łąki.
W okresie rewolucji przemysłowej dzięki staraniom Rodziny Stolberg-Wernigerode przeprowadzono przez Janowice linię kolejową, co ogromnie przyspieszyło rozwój wioski. Tutejsi właściciele ziemscy postawili również na rozwój turystyki hojnie wspierając działania Riesengebirgsverein (Towarzystwa Gór Olbrzymich).
Dostępność komunikacyjna i bliskość Jeleniej Góry (Hirschberg) ułatwiała znalezienie pracy w mieście, której nie brakowało i na miejscu. Rozwijała się janowicka papiernia. Powstawały nowe młyny, kontynuował pracę dobrze prosperujący tartak. W roku 1871 tutejsza ludność hucznie świętowała zjednoczenie całych Niemiec przez kanclerza Ottona von Bismarcka i wejście w skład Cesarstwa Niemiec pod władzę cesarza Wilhelma I i Wilhelma II. Niedaleko, bo w Karpnikach i Mysłakowicach powstały cesarskie pałace, a teren rozciągający się między Janowicami a Wzgórzami Staniszowskimi zamieniono na największy park romantyczny Europy.
W Janowicach zaczęły powstawać coraz liczniejsze pensjonaty i gościńce, zapraszając odwiedzających gości do powstającego, nowego spa (uzdrowiska). Po kilku latach zaczęło tu funkcjonować prawdziwe sanatorium. Przyjeżdżając tu z roku na rok coraz liczniej kuracjusze chwalili klimat i widoki. W rejonie dzisiejszej ulicy Parkowej powstał wtedy prawdziwy kurort o zabudowie sanatoryjnej. Dzisiaj zabudowania te pełnią głównie funkcje budynków mieszkalnych. Wkrótce zbudowano na stokach Gór Ołowianych duże sanatorium.
Okres pomyślnego rozwoju wsi przerwała pierwsza wojna światowa. Śladem po niej pozostał, pomnik niedaleko głównego mostu w Janowicach, na którym znalazła się tablica upamiętniająca mieszkańców wsi, ofiary wojny, które zginęły za cesarza. Klęska wojenna Niemiec i kryzys powojenny pogorszyły znacznie poziom życia. Nic dziwnego, na podatny grunt padały tu hasła militarystyczne i faszystowskie. Po dojściu Hitlera do władzy zmieniono nazwę wsi na Jannowitz im Riesengebirge. Poziom życia Niemców znacznie się podniósł. Przestało istnieć bezrobocie, a w trakcie II wojny światowej tutejsze zakłady i rolnicy otrzymali od państwa bezpłatną siłę roboczą w postaci wywożonych na roboty ludzi, głównie z Europy Wschodniej. Działała tu filia obozu „Groß-Rosen”.
Krótki okres prosperity mieszkańców Janowic zakończyła klęska wojenna Niemiec oraz tragedia wypędzenia – wielka, powojenna wędrówka ludów wymuszona traktatami z Jałty z roku 1945. Autochtoniczna ludność musiała opuścić swe domy, które stopniowo zasiedlali Polacy wysiedlani z Kresów Wschodnich i przeludnionej jeszcze wówczas, mimo ogromnych strat ludnościowych wynikających ze zbrodni hitlerowskich, Małopolski. Rozpoczął się nowy, współczesny etap w rozwoju wsi.

### Zabytki
Do wojewódzkiego rejestru zabytków wpisane są obiekty:
- kościół ewangelicki to budowla barokowa, został zbudowany jako kościół ewangelicki, obecnie jest to rzymskokatolicki kościół parafialny pw. Chrystusa Króla. W wieży kościoła barokowe dzwony z XVIII w.
- późnogotycka budowla pochodząca z XV wieku:
  - kościół fil. pw. Wniebowzięcia Najświętszej Maryi Panny, XV/XVI w., rozbudowany w XVI w. W głównym ołtarzu zachował się cenny tryptyk, kamienne gotyckie sakramentarium i renesansowa chrzcielnica. Na ścianach kościoła renesansowe i barokowe epitafia. Przy murze zachowały się wbudowane w ścianę zewnętrzną barokowe nagrobki kamienne z XVI i XVIII wieku. W wieży kościoła oryginalny zegar z okresu renesansu
  - cmentarz kat. przykościelny (nieczynny) z k. XV w., w obrębie murów z XVI–XVII w.
- pastorówka, ob. plebania, ul. Partyzantów 5, z l. 1744-1749
- ruiny zamku „Bolczów” z k. XIV–XVI w.
- zespół pałacowy, ul. Chłopska 1:
  - Pałac Schaffgotschów z 1609, 1775, 1830 r.
  - park z XVII-XIX w.
  - folwark
  - spichrz, z drugiej połowy XVIII w., z 1920 r.
  - dom, z końca XVIII w., 1920 r.
  - stajnia, obecnie kuchnia, z końca XVIII w., XX w.
  - wozownia, obecnie dom, z 1920 r.
  - rządówka, z 1803 r.
  - mur obronny z bramą, z 1608 r.
- w rejestrze zabytków znajdujemy dawne domy zdrojowe z przełomu XIX i XX w.
  - willa z parkiem, ul. Robotnicza 9, z l. 1870–1880, zespół obiektów uzdrowiskowych
  - willa z ogrodem, ul. Wojska Polskiego 4, z ok. 1920 r.

inne zabytki:
- dwór nad Bobrem wraz parkiem angielskim – obecnie hotel Palazzo, ul. 1 Maja
- na wschód od Janowic odnajdziemy pozostałości po niegdyś najwyżej położonym w Prusach, jednym z najstarszych miasteczek górniczych na Dolnym Śląsku – Miedziance, której dzieje sięgają XII wieku – są też sporą atrakcją turystyczną. Pamiątką górniczej przeszłości są liczne sztolnie, odkrywki, hałdy oraz górnicze i hutnicze nazwy takie jak: Miedzianka, Miedziane Skały, Rudnik, Hutniczy Grzbiet, Żużlowa Dolina, a nawet Wołek, bo tak kiedyś nazywano miejsca bogate w cenne kopaliny. Później mieszkańcy Janowic zajmowali się głównie chałupniczym tkactwem, zaś około połowy XIX wieku powstały tartak i fabryka papieru. W połowie XIX w. Janowice wraz z Miedzianką stały się modnymi miejscowościami turystycznymi. Gospodarkę kopalnianą wznowiono w latach 1945–1954, prowadząc, pod ścisłą kontrolą i na rozkaz władz radzieckich, potajemne wydobycie rud uranu celem produkcji broni jądrowej. Kilkuletnia łupieżcza gospodarka była przyczyną upadku Miedzianki – dziś po mieście powstałym w 1519 r., którego nie tknęły działania II wojny światowej pozostało jedynie kilka budynków.
- w Mniszkowie znajdziemy Dwór pochodzący z XVIII wieku, stanowiący jedną z najlepiej zachowanych późnobarokowych drewnianych rezydencji wiejskich. Położony jest z dala od głównych szlaków, dlatego też zalicza się do jednej z najmniej znanych atrakcji krajoznawczych. W 2011 roku w mniszkowskim dworku kręcono sceny do filmu „Daas”[13] – kostiumowej opowieści rozgrywająca się w realiach XVIII wieku, przedstawiającej historię życia postaci autentycznej – awanturnika Jakuba Franka (granego przez Olgierda Łukaszewicza)[14].
- Stacja PKP (stylowy budynek z drewnianą wiatą): na wschodnim krańcu peronu znajduje się mocno zarośnięty basen nieczynnej fontanny, wyłożony kawałkami skał, na które natrafiono prowadząc w latach 1865–1867 piękny, lecz trudny dla budowniczych odcinek linii kolejowej wzdłuż przełomu Bobru.
- Niedaleko dworca (ul. Kolejowa) zachował się – niestety już uszkodzony – przedwojenny drewniany, rzeźbiony drogowskaz: stację kolejową wskazuje spieszący się podróżny z walizką, Miedziankę – robotnik toczący beczkę (w Miedziance mieścił się znany browar). Niegdyś takie drogowskazy były powszechne w turystycznych miejscowościach Sudetów.
- kamienny most drogowy nad Bobrem – początek XX w.
- wiadukt kolejowy nad Bobrem (ul. Partyzantów/Leśna) – 1864 r.
- wiadukt kolejowy nad Bobrem (ul. Chłopska/Nadbrzeżna) – 1866 r.
- most kolejowy nad Bobrem w Starych Janowicach – 1863 r.

- zabudowania po dawnej fabryce papieru – XIX-XX w.
- w gminnej ewidencji zabytków architektury i budownictwa znajduje się ponadto 139 (stan na 2011 rok) budowli użytkowych i mieszkalnych z XIX i początków XX w., w tym domy szachulcowe i przysłupowe, większość domów z charakterystycznymi dla Ziemi Sudeckiej lukarnami.
- na obszarze Janowic Wielkich zlokalizowanych jest aż 12 stanowisk archeologicznych, w tym dwa z epoki kamienia[15].

### Nazwy historyczne – toponimia
- Ywanewiz – 1334 rok
- Janwicz – 1369 rok
- Groszin Janewicz – 1400 rok
- Janewitz – 1512 rok
- Janowitz – 1519 rok
- Alt Janowitz, Neu Janowitz – 1747 rok
- Jaehnowitz – 1765 rok
- Jänowitz, Jaenowitz, Jannowitz Alt, Jannowitz Neu – 1786 rok
- Johannesdorf, Janowice, Alt-Jannowitz – 1825 rok
- Jannowitz im Riesengebirge – 1933 rok
- Janowice – 1945 rok (w Zarządzeniu Ministrów Administracji Publicznej i Ziem Odzyskanych z dnia 7 maja 1946 r. zatwierdzono nazwę Janowice Wielkie[16])
- Janowice Wielkie – 1960 rok

## Gospodarka

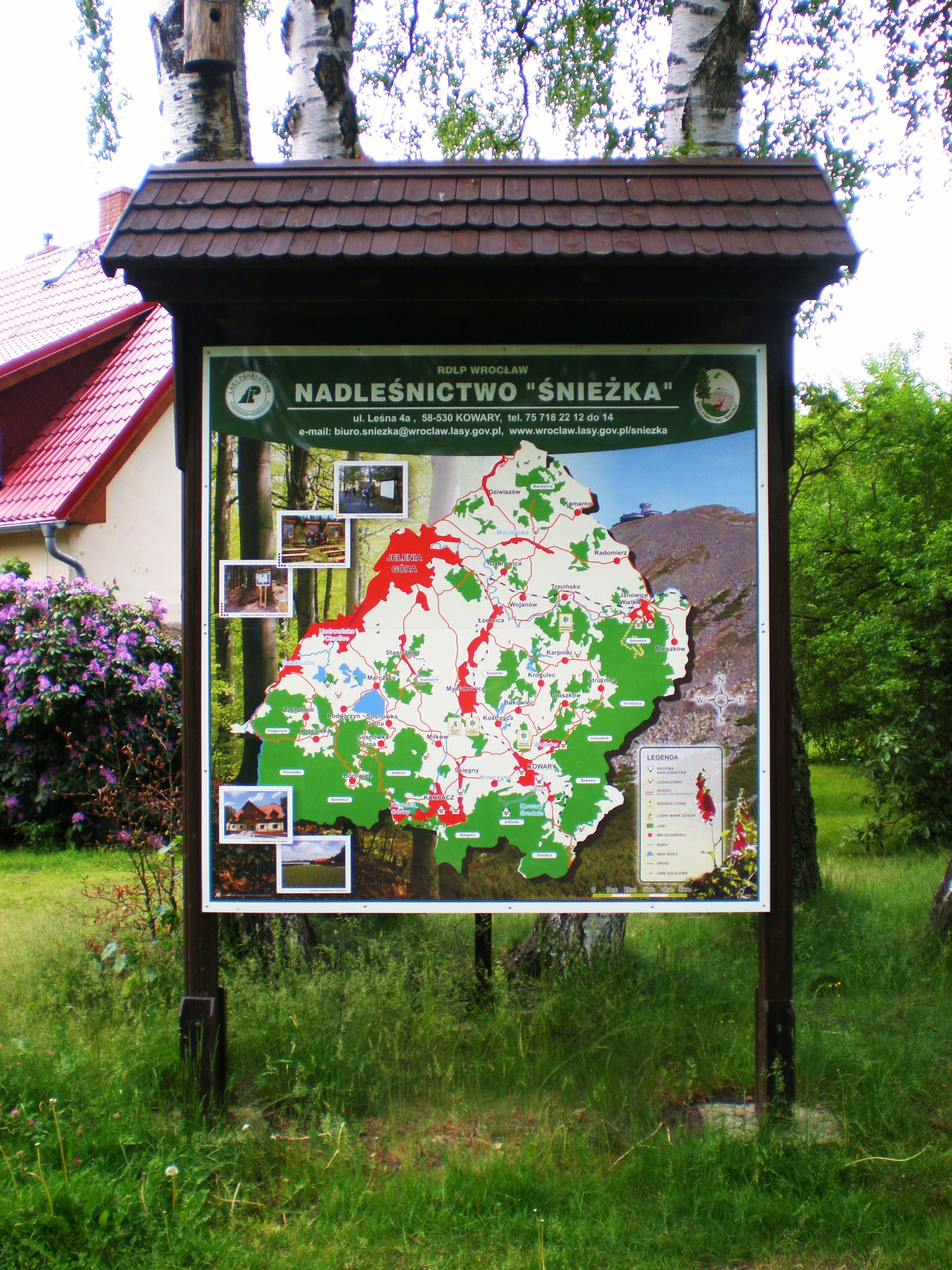
Janowice Wielkie – budynek dawnej Wyłuszczarni nasion przy ul. Kopernika

Gmina obecnie ma charakter rolniczo-turystyczny. Posiada stosunkowo dobry stan infrastruktury komunalnej, między innymi ujęcie wody, oczyszczalnię ścieków, kanalizację wsi Janowice Wielkie, automatyczną centralę telefoniczną. Dysponuje ponad 120 miejscami noclegowymi oraz posiada kilka punktów tzw. małej gastronomii. Gospodarka opiera się głównie na działalności gospodarczej w zakresie handlu i usług oraz drobnej i średniej produkcji. W miejscowości do 2007 roku funkcjonowała jedna z kilku w Polsce łuszczarni szyszek, w których pozyskiwano nasiona drzew iglastych dla szkółek leśnych. Obecnie drewniany budynek jest zamknięty, a zarządzające nim Nadleśnictwo Śnieżka planuje utworzyć w nim izbę edukacyjną z wystawą muzealną. Do dużych pracodawców w gminie zaliczyć należy byłe Prewentorium PKP dla dzieci, a obecnie Szpital Rehabilitacyjny SPZOZ, Dom Pomocy Społecznej mieszczący się w zabudowaniach pałacu Schaffgotschów, BETFORM ART oraz fabrykę Dr. Schneider Automotive Poland i Thom-Polska Sp. z o.o. (dwóch ostatnich w Specjalnej Strefie Ekonomicznej Małej Przedsiębiorczości S.A. z siedzibą w Kamiennej Górze).

## Transport

### Transport drogowy
3 km od centrum Janowic Wielkich przebiega:
- E65 Trasa europejska nr 65 relacji Malmö – Ystad – Świnoujście – Szczecin – Gorzów Wielkopolski – Międzyrzecz- Świebodzin – Zielona Góra – Legnica – Jelenia Góra – Jakuszyce – Turnov – Praga – Nagykanizsa – Zagrzeb – Rijeka – Zadar – Split – Dubrovnik – Priština – Skopje – Chania oraz droga krajowa

- 3 Droga krajowa nr 3 (Świnoujście – Szczecin – Gorzów Wielkopolski – Zielona Góra – Legnica – Jelenia Góra), która w miejscowości Bolków oddalonej o 20 km od Janowic Wlk. przecina się z
- 5 drogą krajową nr 5 prowadząca przez Strzegom do Wrocławia i dalej do Poznania oraz Bydgoszczy.

Sieć uzupełniają drogi wojewódzkie:
- 328 Droga wojewódzka nr 328 (Marciszów – Złotoryja – Chojnów – Chocianów – Przemków – Nowe Miasteczko);
- 367 Droga wojewódzka nr 367 (Jelenia Góra – Wałbrzych);

W odległości 51 km od Janowic Wielkich przebiega autostrada:
- A4 Autostrada A4 (Medyka – Zgorzelec).

Przeprawę przez rzekę Bóbr umożliwiają 3 mosty drogowe (w tym jeden dla pojazdów jednośladowych i pieszych).

### Komunikacja miejska
Aktualnie do Janowic Wielkich nie docierają autobusy MZK Jelenia Góra. Funkcjonujące przez pewien czas wydłużone kursy linii nr 2 zostały zlikwidowane. Od stycznia roku 2021 funkcjonuje komunikacja powiatowa – linia 102 na trasie Janowice Wielkie-Kowary-Jelenia Góra-Janowice Wielkie.

### Transport kolejowy
Obecnie poprzez stację w Janowicach Wielkich odbywają się regularnie połączenia regionalne w granicach województwa dolnośląskiego oraz regularne bezpośrednie połączenia z Gdynią, Przemyślem, Bydgoszczą, Szklarską Porębą, Krakowem, Warszawą i stacjami pośrednimi. Trasa została zelektryfikowana już w 1928 r. Przez Bóbr na terenie Janowic przechodzą dwa kamienne wiadukty i żelazno-stalowo-kamienny most kolejowy.
| Janowice Wielkie                                                                       |  |                               |
| Linia nr 274 Wrocław Główny – Wałbrzych Główny – Jelenia Góra – Zgorzelec (202,535 km) |  |                               |
| Ciechanowiceodległość: 5,720 km                                                        |  | Trzcińsko odległość: 3,523 km |

## Edukacja
- Gminny Zespół Szkół im. Wandy Rutkiewicz w Janowicach Wielkich
  - Przedszkole Publiczne w Janowicach Wielkich
  - Publiczna Szkoła Podstawowa im. Wandy Rutkiewicz w Janowicach Wielkich

## Wspólnoty wyznaniowe
Na terenie miejscowości działalność duszpasterską prowadzą następujące kościoły:
- Kościół rzymskokatolicki:
  - Parafia Chrystusa Króla[17]
- Kościół Zielonoświątkowy:
  - Zbór „Kościół Dla Regionu” w Janowicach Wielkich[18]

Do 2018 roku w miejscowości znajdowała się Sala Królestwa miejscowego zboru Świadków Jehowy.

## Organizacje pozarządowe
- Stowarzyszenie Entuzjastów Muzyki, Kultury Kubańskiej i Latynoskiej „Ritmo Joven”,
- Stowarzyszenie „Mieszkańcy Gminie”,
- Stowarzyszenie „Partnerstwo Ducha Gór” – Lokalna Grupa Działania,
- Stowarzyszenie Polsko-Niemiecko-Duńskie „Rudawy”,
- Stowarzyszenie Rudawskiej Turystyki Wiejskiej,
- Stowarzyszenie Społeczno-Kulturalne „Faktor”,
- Fundacja „Czarodziejska Góra”[20],
- Fundacja „Partnerstwo Ducha Gór”[21],
- Fundacja „Przystanek Dobrych Myśli”,
- Gminny Ludowy Klub Sportowy „Rudawy”[22],
- Chrześcijański Ośrodek dla Osób Uzależnionych „Nowa Nadzieja”,
- Grupa Odnowy Wsi Janowice Wielkie.

## Turystyka, sport i rekreacja

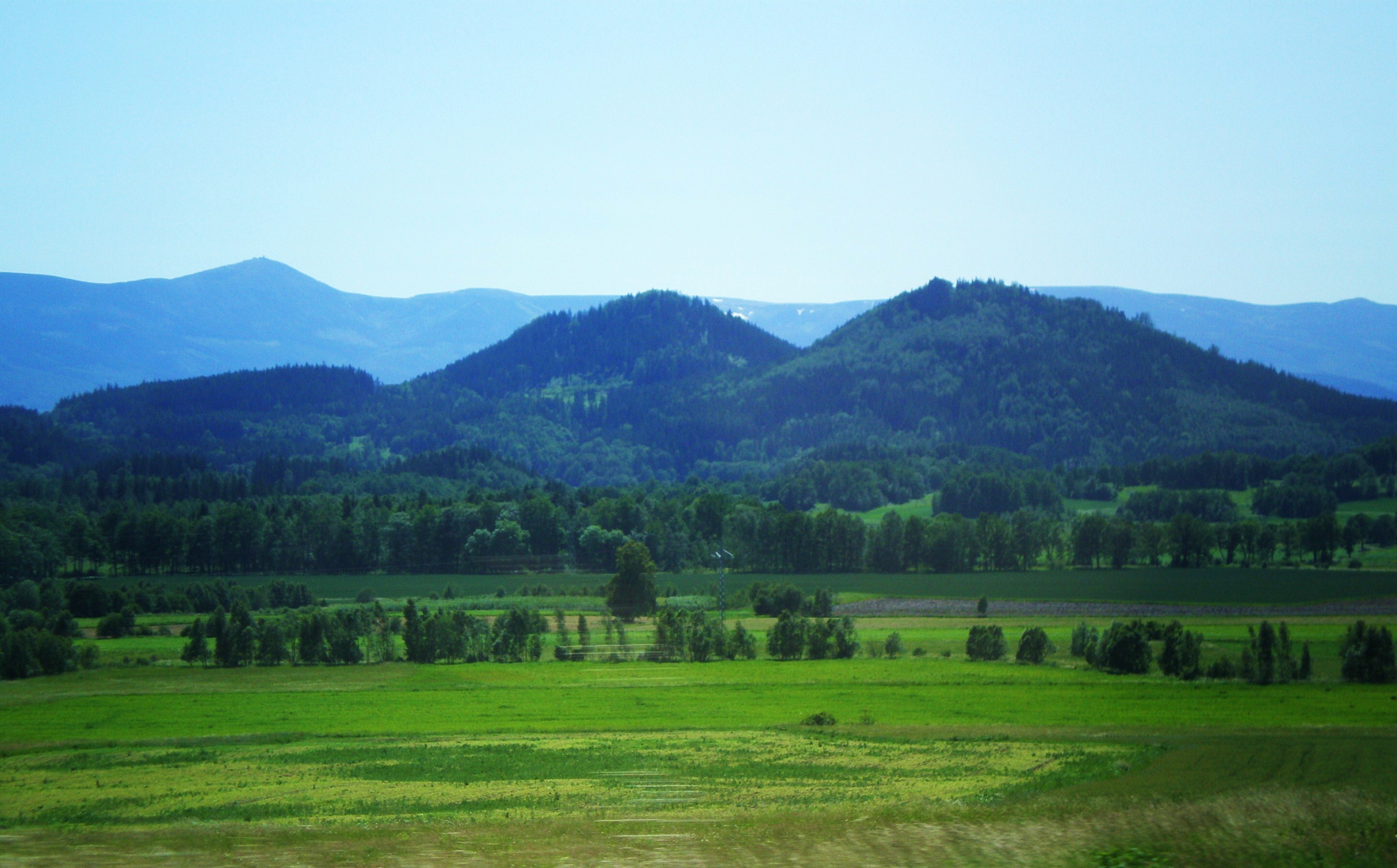
Sokolik i Krzyżna Góra (zwane potocznie „Cyckami Bardotki”) w Janowicach Wielkich – w tle Śnieżka

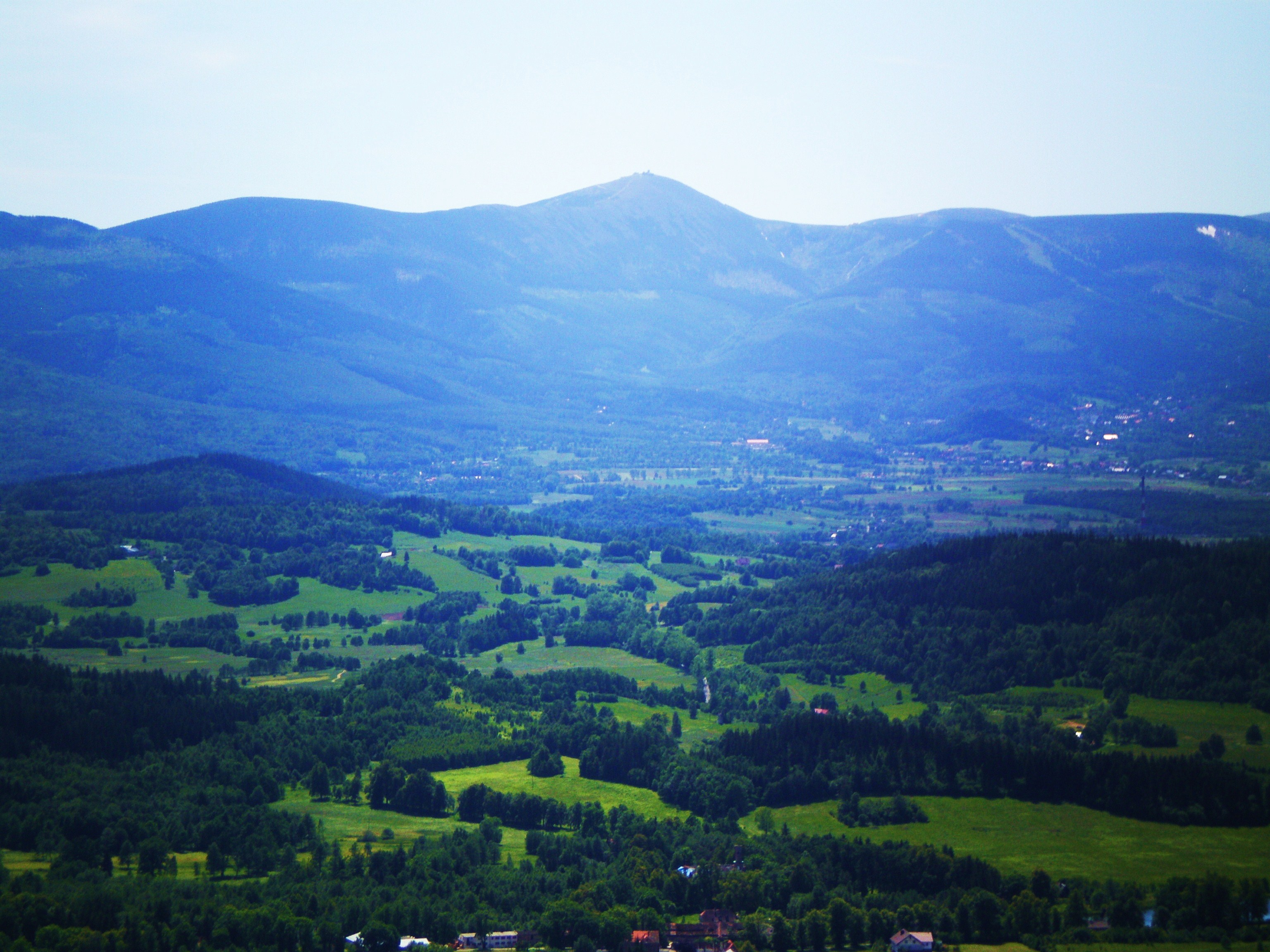
Widok na Karkonosze ze skał Krzyżnej Góry w Janowicach Wielkich

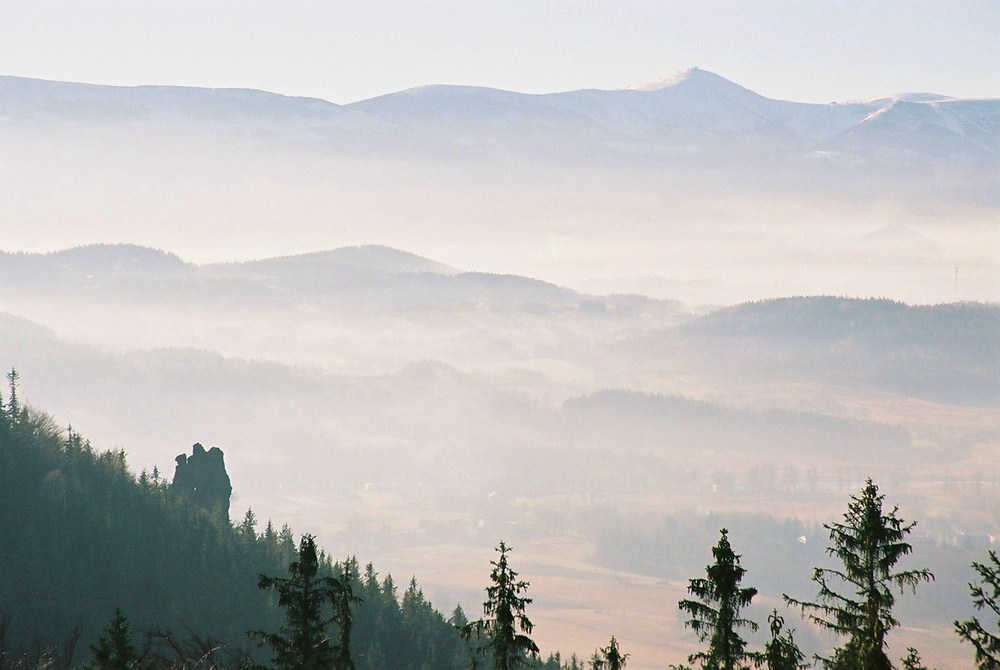
Widok na Karkonosze z Sokolika

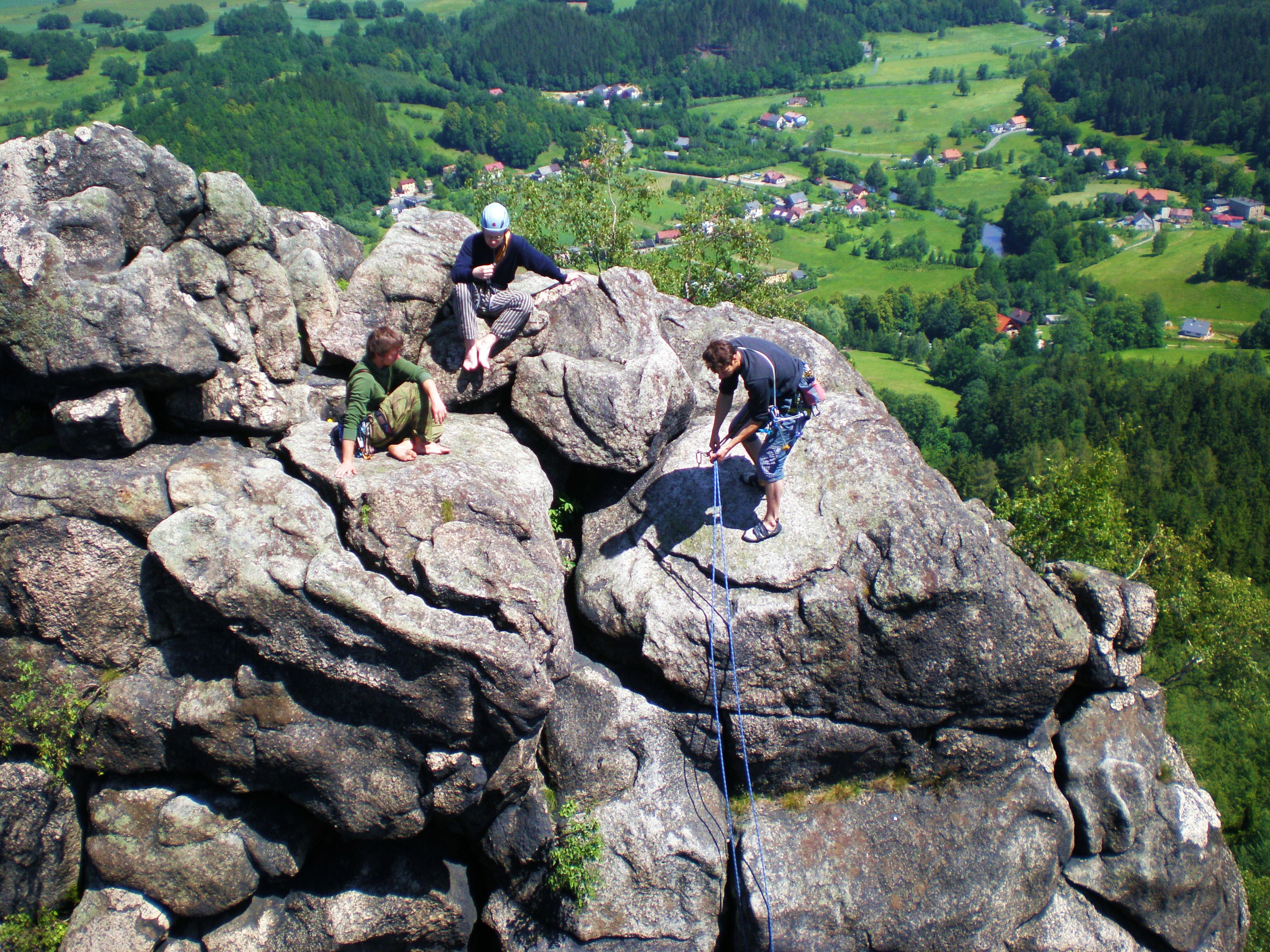
Climbing na skałach Sokolika

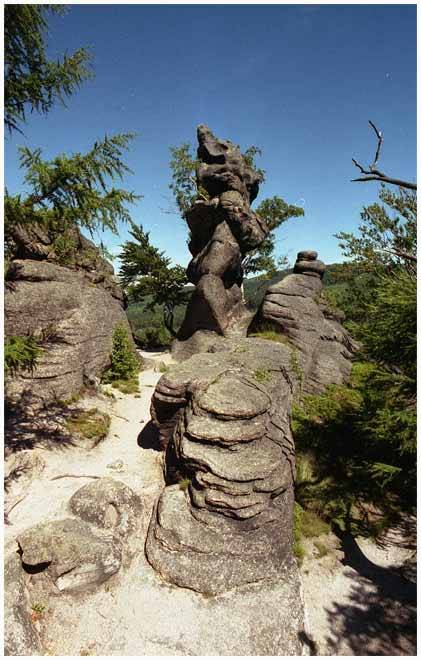
Starościńskie Skały – Igła

### Wspinaczka skalna
Janowice Wielkie wraz z Trzcińskiem i pobliskimi Karpnikami stanowią bazę wypadową dla amatorów wspinaczki skalnej. Znajdują się tu szkoły wspinaczki górskiej i skałkowej. Liczne skały Rudaw Janowickich są dogodnymi obiektami, naturalnie przystosowanymi do szczegółowego, często wyczynowego treningu umiejętności alpinistów. Niemniej jednak początkujący amatorzy wspinaczki też odnajdą tu swoją ścianę. Rudawy Janowickie stanowią niezwykły park różnorodnych form skalnych, których największe skupisko znajduje się na Sokoliku i Krzyżnej Górze. Każda skała ma swoją nazwę, np. „Ptak”, „Sukiennice”, „Jastrzębia Turnia”, „Rogatka”, „Fajka”.
To tu swe pierwsze kroki, jeszcze amatorskie, stawiali m.in. Wanda Rutkiewicz, Jerzy Kukuczka i Aleksander Lwow.

### Spływy kajakowe
Rzeka Bóbr w Janowicach Wielkich stanowi idealny trakt dla uprawiania kajakarstwa górskiego. Rokrocznie w sezonie wiosenno-letnim przyjeżdżają do Janowic zorganizowane, liczne grupy kajakarzy chcących uprawiać river running. Karkonoski Klub Kajakowy z Jeleniej Góry przeprowadza tu specjalistyczne kursy i szkolenia. Rokrocznie odbywają się tu międzynarodowe zawody.

### Szlaki turystyki pieszej
Odcinki szlaków długodystansowych przechodzących przez Janowice Wielkie:
- fragment Europejskiego Szlaku Długodystansowego, na mapach oznaczony jako E3. Jest elementem międzynarodowego układu szlaków turystycznych. Prowadzi z Janowic Wielkich dalej do Trzcińska przez Husyckie Skały, Schronisko PTTK „Szwajcarka”, Karpnicką Przełęcz, koło Starościńskich Skał, skały Pieca, Skalnego Mostu, Skalne Bramy, przez Polanę Mniszkowską, Mały Wołek, Wołek, Skalnik, Czarnów (schronisko „Czartak”), okolice Szarych Skał, Pisarzowice do Kamiennej Góry, czas przejścia ok. 10 h, w drugą stronę ok. 8 h.
- fragment Szlaku Zamków Piastowskich. Prowadzi z Wojanowa (obok Pałacu Wojanów-Bobrów), przez Husyckie Skały, schronisko „Szwajcarka”, skały Krowiarki, Zamek Bolczów, do zespołu pałacowego w Janowicach Wielkich. Czas przejścia 3 h 45 min. godz., w drugą stronę 3 h 15 min. Po minięciu Janowic szlak biegnie w kierunku góry Turzec, następnie do Zamku Niesytno i zamku w Bolkowie.

Odcinki szlaków lokalnych:
- (dojściowy). Biegnie z Janowic Wielkich, przez Przełęcz Karpnicką do schroniska „Szwajcarka”, dalej przez Husyckie Skały do Sokolika. Czas przejścia około 45 min.
- (lokalny w Rudawach Janowickich). Prowadzi z Kamiennej Góry, przechodzi obok kaplicy grobowej Schaffgotschów, przez Wielką Kopę (punkt widokowy), Przełęcz Rędzińską, Wołek (punkt widokowy), Polanę Mniszkowską, skały Ścianki, skały Krowiarki, do Janowic Wielkich. Czas przejścia około 5 h 30 min
- (łącznikowy). Biegnie od Zamku Bolczów poprzez skały Strażnica, Głaziska Janowickie do Skalnych Bram. Czas około 15 min.
- (dojściowy). Od schroniska „Szwajcarka”, obok Husyckich Skał, skały Słoń, na Krzyżną Górę (punkt widokowy).

### Drogi rowerowe
Janowice Wielkie, jak i całe Rudawy Janowickie są wyjątkowo atrakcyjne dla uprawiania sportów rowerowych. Już kilkadziesiąt lat temu wytyczono tu szlaki rowerowe o różnym stopniu zaawansowania, jednakże każdy z nich jest tak samo ciekawy, chociażby pod względem walorów widokowych. Przez Janowice Wielkie przebiega m.in. Międzynarodowa Trasa Rowerowa EuroRoute R-6, Euroregionalny Turystyczny Szlak Rowerowy „Dolina Bobru” oraz Rowerowa Obwodnica Jeleniej Góry. Z janowickich tras rowerowych niejednokrotnie korzystała Mistrzyni Świata w kolarstwie górskim Maja Włoszczowska.

### Jazda konna
Od kilku lat na terenie Rudawskiego Parku Krajobrazowego oraz Karkonoszy rozbudowywana jest infrastruktura związana z turystyką konną.
Obecnie korzystać można z trzech górskich szlaków konnych:
- Główny Szlak Sudecki (biegnący ze Ścięgien k/Karpacza do Lądka Zdroju) – ok. 300 km;[potrzebny przypis]
- Pętla Kamiennogórska Czadrów (k/Kamiennej Góry) – Krzeszów – Lubawka – Okrzeszyn – Chełmsko Śląskie – Krzeszówek – Czadrów, z łącznikiem do miejscowości Dębrznik;[potrzebny przypis]
- Szlak Dębrznik – Lubawka Dębrznik – Raszów – Pisarzowice – Czarnów – Lubawka.[potrzebny przypis]

### Obiekty sportowe
W Janowicach Wielkich znajdują się korty tenisowe, stadion piłki nożnej wraz z bieżnią lekkoatletyczną, boiska piłki ręcznej i siatkówki, boiska koszykówki, hala sportowa.

### Kluby sportowe
- Gminny Ludowy Klub Sportowy „Rudawy”
- klub siatkarski UKS „Sokoliki”

### Imprezy cykliczne[26]
- Luty
  - „Wolna Scena, czyli Przegląd Twórczości Różnej”
- Marzec
  - Wiosenne Spotkanie z Poezją
- Maj
  - Rajd Turystyczny im. Wandy Rutkiewicz
- Czerwiec
  - Dzień Dziecka z Fundacją „Przystanek Dobrych Myśli”[27]
  - „Wolna Scena, czyli Przegląd Twórczości Różnej”
  - Rajd Karkonoski[28]
  - „Janowianki” – rokrocznie w okolicach nocy świętojańskiej odbywają się w Janowicach Wielkich festyny kulturalne ze swym centrum we Dworze nad Bobrem[29]
- Lipiec
  - Wędrowny Przegląd Piosenki „Polana”[30]
- Sierpień
  - Workcamp w Janowickim Ośrodku Rehabilitacyjnym
- Wrzesień
  - Otwarte Mistrzostwa Polski we Freestyle’u Kajakowym[31]
  - Festyn Rodzinny – „Janowickie Pożegnanie Lata”
- Październik
  - „Wolna Scena, czyli Przegląd Twórczości Różnej”
- Listopad
  - „Jesienne Spotkanie z Poezją”
- Grudzień
  - „Narodził się w stajence” – Jasełka

## Osobistości związane z Janowicami
- W Janowicach urodził się i zmarł niemiecki polityk Constantin Stolberg-Wernigerode; był ministrem w rządzie pruskiej prowincji – byłego Królestwa Hanoweru.
- Tu też urodził się jego ojciec Wilhelm Stolberg-Wernigerode, który był również politykiem.
- W Janowicach mieszkał i pracował Hugo Scheinert – malarz i wykładowca w Państwowej Akademii Sztuki i Rzemiosła Artystycznego (niem. Staatliche Akademie für Kunst und Kunstgewerbe) we Wrocławiu, która to uczelnia była w swym czasie – obok Bauhausu – najważniejszą akademią sztuki w Niemczech. Od 1911 r. wykładał także w Akademii Sztuk Pięknych we Wrocławiu. Scheinert był członkiem Związku Artystów Śląska (niem. Künstlerbund Schlesien).
- Tu swe treningi we wspinaczce skałkowej odbywała Wanda Rutkiewicz.
- Po skałach Rudaw Janowickich wspinał się też Jerzy Kukuczka.
- Stałą bywalczynią janowickich tras rowerowych jest Maja Włoszczowska.

## Miejscowości partnerskie i zaprzyjaźnione
- Bozkov – Czechy
- Bruchhausen-Vilsen – Niemcy